# Geschichte Siziliens

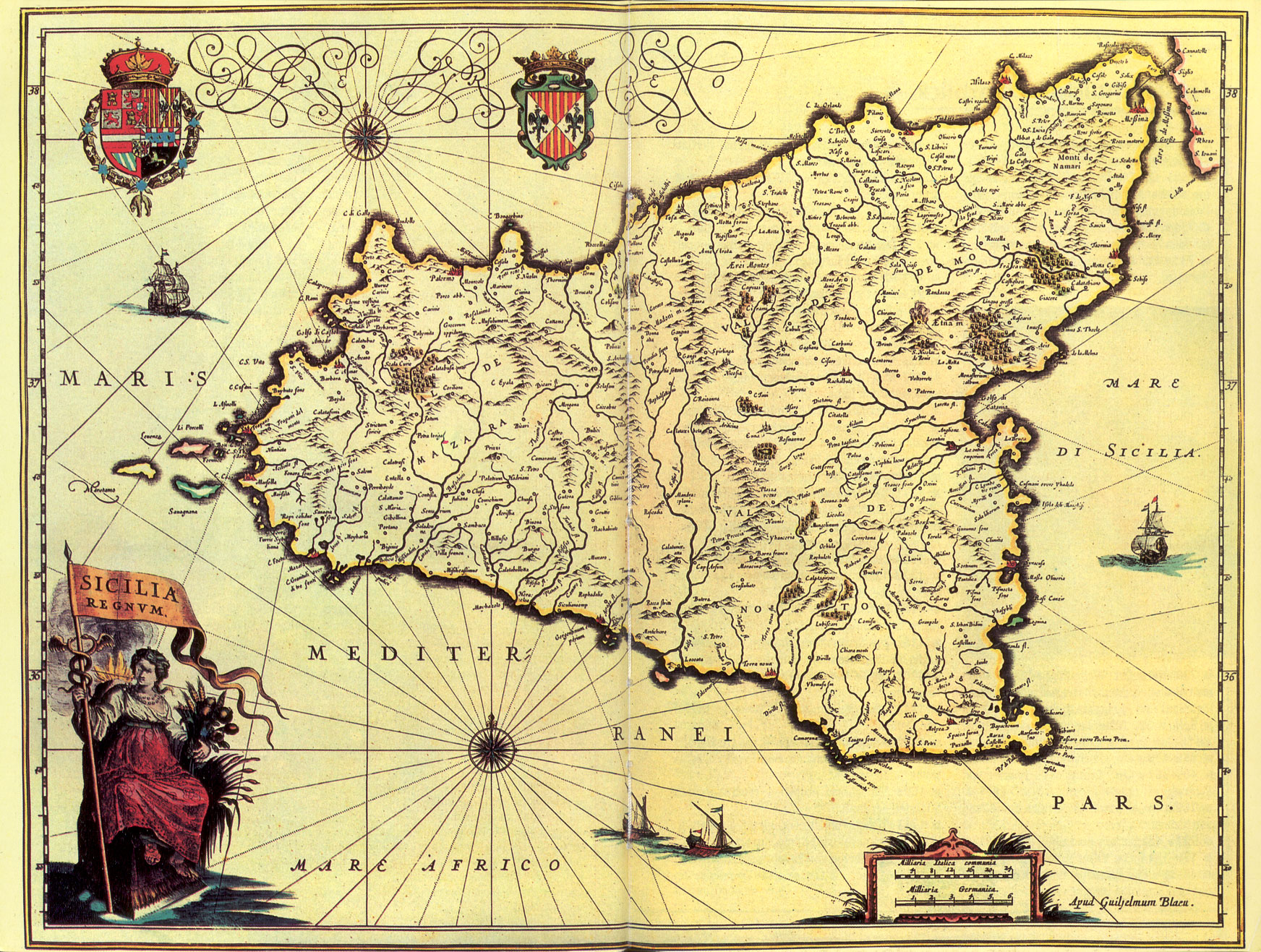
Historische Karte Siziliens von Willem Blaeu (1571–1638)

Die Geschichte Siziliens ist durch die zentrale Lage der Insel im Mittelmeer geprägt. Als Stützpunkte für Seefahrt und Handel hatten die Städte Siziliens stets eine große Bedeutung. Immer wieder haben sich deshalb neue Eroberer der Insel bemächtigt, sind geblieben, haben sich mit der bereits ansässigen Bevölkerung vermischt und ihre Spuren in der Kultur Siziliens hinterlassen. Nur selten war die Insel politisch selbständig, zumeist wurde sie von Mächten beherrscht, die ihr politisches Zentrum nicht auf Sizilien hatten.

## Vor- und Frühgeschichte

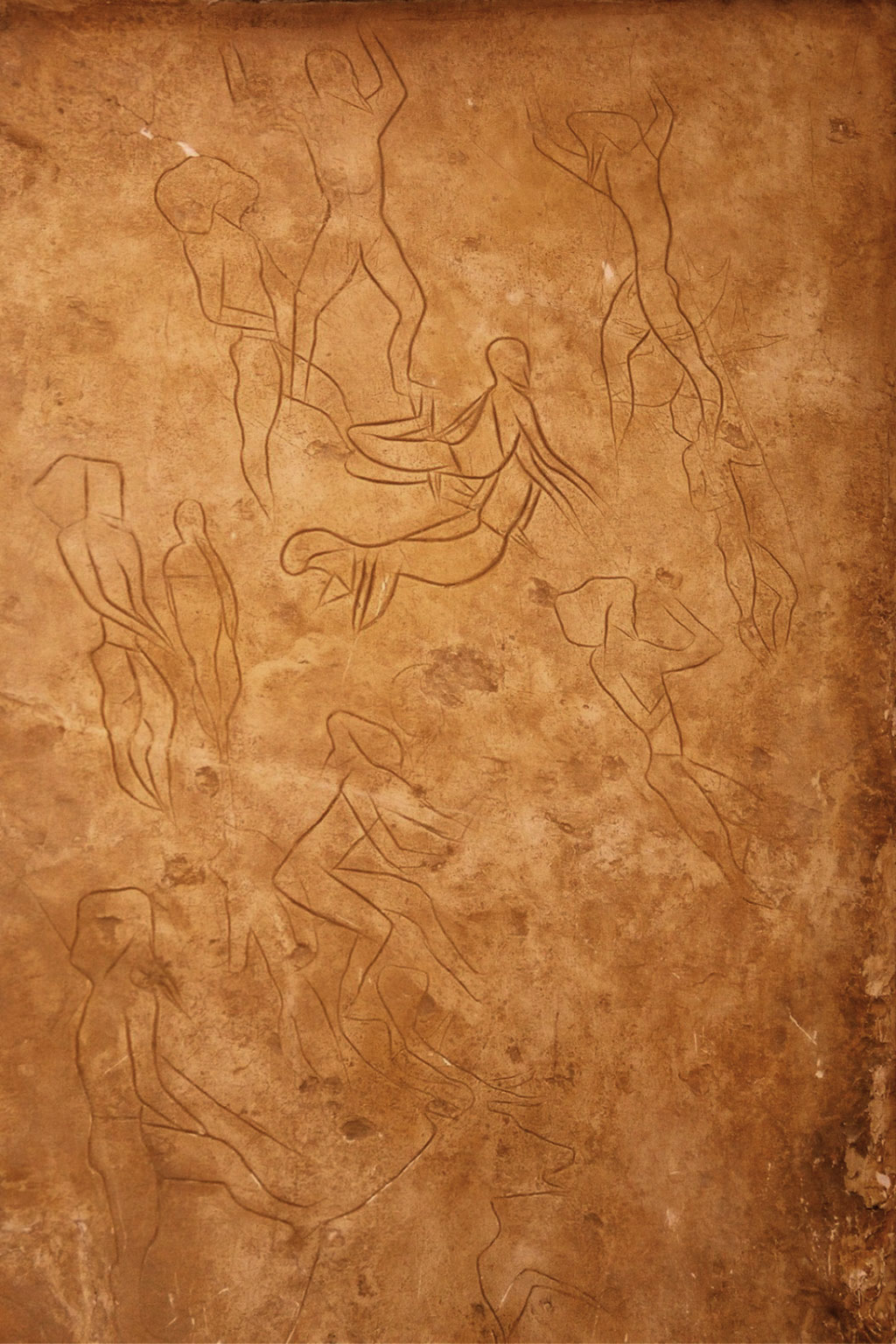
Imitation der Ritzzeichnungen der Grotte von Addaura

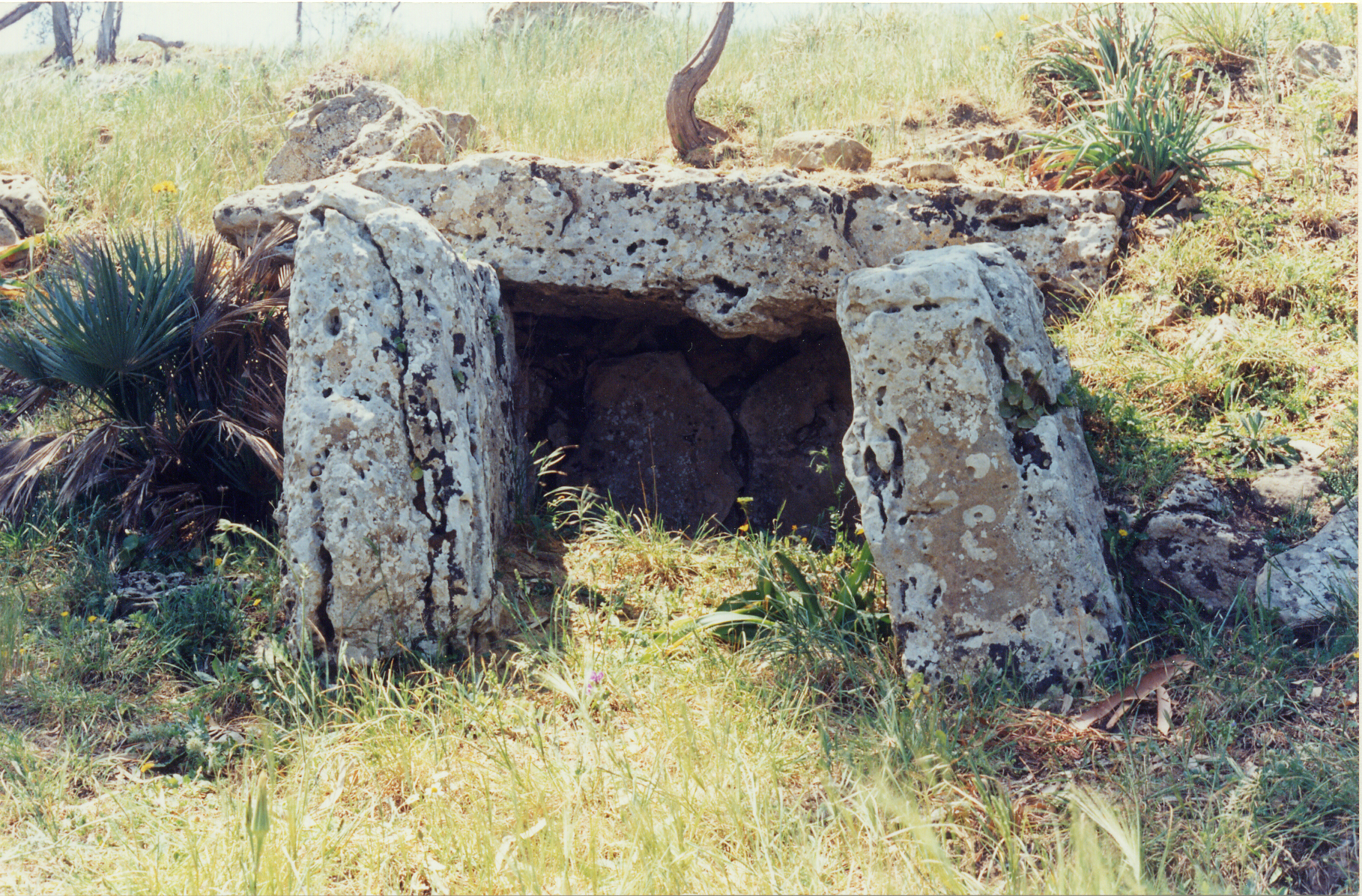
Dolmen von Monte Bubbonia

### Archäologische Befunde
Verglichen mit Kontinentaleuropa wurde Sizilien erst spät besiedelt. Die ältesten Funde stammen aus dem frühen Jungpaläolithikum, dem letzten Abschnitt der Altsteinzeit, um etwa 35.000 v. Chr. Die Menschen dieser Zeit lebten als Jäger, Fischer und Sammler und hinterließen Spuren in natürlichen Grotten und Felsnischen. Zu ihren bedeutendsten kulturellen Hinterlassenschaften gehören die Höhlenmalereien und Ritzzeichnungen in der Grotta del Genovese auf der Insel Levanzo und in den Addaura-Höhlen im Monte Pellegrino bei Palermo. Die Funde konzentrieren sich im Nordwesten Siziliens auf das Gebiet zwischen Palermo und Trapani sowie im Südosten auf die Umgebung von Syrakus.
Im Gegensatz zum Festland, wo sich Mitte des 7. Jahrtausends die produzierende Lebensweise durchsetzte, erfolgte der Zuzug einer Bevölkerung mit sesshafter Lebensweise, Ackerbau und Viehhaltung nach Sizilien erst in der fortgeschrittenen Jungsteinzeit zu Anfang des 5. Jahrtausends. Durch die Nutzung der Keramik lassen sich nun die verschiedenen Kulturen voneinander abgrenzen. Die ältesten jungsteinzeitlichen Funde auf Sizilien (4800–3700 v. Chr.) stammen aus der Nähe von Stentinello nordöstlich von Syrakus. Daher hat die auf Sizilien verbreitete Untergruppe der Cardial- oder Impressokultur den Namen Stentinello-Kultur. Ihre Keramiken sind mit Ritzmustern dekoriert. Die Steingeräte waren meist aus dem schwer zu bearbeitenden Obsidian gefertigt. Die damaligen Bewohner Siziliens errichteten einige kleine Megalithanlagen auf der Insel. Siedlungen waren von Wällen und Gräben umgeben. Eine Gruppe der Cardial-Kultur erreichte bereits im 6. Jahrtausend v. Chr. Malta. Etwa gleichzeitig mit der Stentinello-Kultur entstand auf den Liparischen Inseln die Serra-d’Alto-Kultur. Ihre Keramikgefäße waren mit farbigen Spiral-, Mäander- und Zickzackmustern bemalt. Zwischen 3700 und 3000 v. Chr. verbreitete sich die bichrome und trichrome Keramik der Matrensa-Kultur.
Weitere Einwanderungswellen brachten die Metallverarbeitung (zunächst in Form von Kupfer) nach Sizilien. Zunehmende Spezialisierung machte eine Arbeitsteilung notwendig, so dass sich bestimmte Berufszweige bildeten und neue wirtschaftliche Tätigkeiten und Zentren entstanden. Die älteste bekannte Kultur der sizilianischen Kupfersteinzeit ist die Conca-d’Oro-Kultur aus dem 3. Jahrtausend v. Chr., die im Nordwesten der Insel ansässig war. Ihre Keramiken waren mit einfachen Linien und Punktreihen verziert. Zu dieser Zeit gelangte auch die Glockenbecherkultur nach Westsizilien. Es folgten ab ca. 2200 v. Chr. oder etwas früher die frühbronzezeitlichen Kulturen von Castelluccio auf Sizilien und die ungefähr gleichzeitige Capo-Graziano-Kultur auf den Liparischen Inseln. Im Norden Siziliens tritt die Rodi-Tindari-Vallelunga-Facies auf, die etwa gleichzeitig mit der späten Phase der Castelluccio-Kultur datiert wird.
Ab dem 15. Jahrhundert v. Chr. entwickelt sich die mittelbronzezeitliche Thapsos-Kultur auf Sizilien, die starke Parallelen zur Milazzese-Kultur auf den Liparischen Inseln und Ustica offenbart, weshalb auch oft der Begriff Thapsos-Milazzese-Kultur verwendet wird. Die Thapsos-Kultur und nachfolgende spät- bzw. endbronzezeitliche Kulturen Siziliens sind überwiegend durch Grabfunde bekannt, die Milazzese-Kultur hingegen hauptsächlich durch Siedlungsfunde. Beide Kulturen unterschieden sich sehr deutlich von den gleichzeitigen des italischen Festlands; lediglich in den Westen und Süden Kalabriens strahlte die Milazzese- bzw. Thapsos–Kultur aus. Während die bisher bekannten Siedlungen der früheren Castelluccio-Kultur fast alle – teils gut geschützt – im Landesinneren lagen, entstanden während der Thapsos-Kultur auch einige Siedlungen an oder ganz in der Nähe der Küste, die auch als Knotenpunkte für den Handel fungierten. Wichtige Beispiele sind Thapsos im Osten Siziliens, Cannatello im Süden und das bronzezeitliche (vorphönizische) Mozia auf der kleinen Insel San Pantaleo im Westen. Die weitreichenden Handelskontakte werden in allen drei genannten Fällen durch mykenische und zyprische Funde bezeugt. In Thapsos, dessen Gebäude teilweise ägäische oder zyprische Einflüsse offenbaren, wurde auch maltesische Keramik gefunden, in Cannatello und Mozia auch sardische Gefäßfragmente der Nuraghenkultur.
Zu Beginn des 13. Jahrhunderts v. Chr. wurden alle bisher bekannten Siedlungen der Milazzese-Kultur auf den Liparischen Inseln zerstört; zumeist konnten Brandspuren nachgewiesen werden. Es folgte die spätbronzezeitliche Ausonische Kultur, die sehr enge Parallelen zu gleichzeitigen Kulturen des italienischen Festlands offenbart und in zwei Hauptphasen unterteilt wird. Ungefähr gleichzeitig mit dem Auftreten der Ausonischen Kultur wird in Südostsizilien die Thapsos-Kultur von der Pantalica-Nord-Kultur (ca. 1270–1000 v. Chr.) abgelöst, während weiter westlich die Thapsos-Kultur noch längere Zeit fortlebt. Im Nordosten der Insel zeigen sich deutliche Parallelen zur Ausonischen Kultur, sodass diese mittlerweile in der Wissenschaft nicht nur auf die Liparischen Inseln begrenzt, sondern auf das nordöstliche Sizilien ausgedehnt wird.

### Schriftliche antike Quellen

Vorhellenische Bewohner Siziliens: Elymer, Sikaner und Sikeler

Die ältesten in antiken griechischen schriftlichen Quellen bezeugten Bewohner Siziliens waren die Sikanen. Antike Autoren vermuteten einen nordafrikanischen oder iberischen Ursprung der Sikaner, die in befestigten Dörfern lebten. Ihr Siedlungszentrum soll Kamikos gewesen sein, dessen Burganlage, neben anderen prächtigen Bauwerken, gemäß der Sage von Daidalos nach seiner Flucht von Kreta für den Sikanerkönig Kokalos errichtet wurde und sich in der Umgebung von Sant’Angelo Muxaro in der Nähe von Agrigent befunden haben soll. Gegen Ende des 2. Jahrtausends v. Chr. sollen die Sikaner von den vom italienischen Festland aus eingewanderten Sikelern, von denen der Name „Sizilien“ hergeleitet ist, nach Westen verdrängt worden sein. Laut Thukydides geschah diese Invasion 300 Jahre vor der Ankunft der Griechen auf Sizilien. Philistos von Syrakus gibt an, die Sikeler seien, angeführt durch Sikelos, im 80. Jahr vor dem Trojanischen Krieg in den Osten Sizilien gelangt. Nach einer anderen Version, die Diodor wiedergibt, sollen die Sikaner nach einem verheerenden Ausbruch des Ätnas in den Westen der Insel ausgewandert sein. Das dadurch freigewordene Siedlungsgebiet hätten später die Sikeler eingenommen. Ungefähr gleichzeitig sollen sich im Nordwesten die Elymer angesiedelt haben, die nach Thukydides aus Troja stammten und nach der Eroberung der Stadt in diese Region Siziliens gelangt seien. Die wichtigsten Städte der Elymer waren zur Zeit der griechischen Kolonisation Eryx, Segesta und Entella.

## Besiedlung durch Phönizier, Griechen und Karthager

Gründungen auf Sizilien
karthagische Siedlung
griechische Siedlung
andere Siedlung

Im 9. Jahrhundert v. Chr. begannen die Phönizier, Handelsniederlassungen an der Westküste Siziliens zu errichten. Die bekanntesten unter ihnen waren Motya (Mozia), das in der 1. Hälfte des 8. Jahrhunderts zu einer phönizischen Kolonie wurde, zu dem Phönizier aber schon im 10./9. Jahrhundert v. Chr. und vorher Zypern und das mykenische Griechenland Handelskontakte pflegten, und Panormos (Palermo). Da die Phönizier auf Sizilien lediglich Handelsinteressen verfolgten und kein neues Land zu besiedeln suchten, war der Kontakt zu den benachbarten Sikanern und Elymern überwiegend friedlich. Allerdings lockte der Wohlstand der Handelsniederlassungen auch Räuber und Piraten an. Gegen deren Überfälle sicherten sich die Phönizier durch die Wahl gut zu verteidigender Orte (etwa Motya auf einer Halbinsel, heute die Insel San Pantaleo) und durch Befestigung ihrer Siedlungen.
Mit der Gründung von Naxos durch ionische Siedler aus Chalkis auf Euböa begann 735 v. Chr. die griechische Kolonisation auf Sizilien. Ein Jahr später wurde Syrakusai (Syrakus) von dorischen Siedlern aus Korinth gegründet. Es folgten mit Zankle (Messina) (730 v. Chr.), Katane (Catania) und Leontinoi (Lentini) (beide 729 v. Chr.) weitere Gründungen durch Ionier aus Chalkis, mit Megara Hyblaia (729 v. Chr.) durch Dorer aus Megara und mit Gela (688 v. Chr.) durch Dorer von Rhodos und Kreta. Diese griechischen Siedlungen waren nicht im modernen Sinne Kolonien, also von der Mutterstadt abhängige Gebiete, sondern Apoikien: Jede Siedlung bildete eine eigenständige, von der Mutterstadt unabhängige Polis mit einem landwirtschaftlich genutzten Umland (Chora), aus dem sie sich selbst versorgte. Vielleicht gerade daher waren die Beziehungen zwischen den griechischen Apoikien und ihren Mutterstädten in der Regel gut, und man half sich gegenseitig.
Im Gegensatz zu den Phöniziern kamen die Griechen nach Sizilien, um hier Land zu erwerben und Ackerbau zu betreiben. Diese Landnahme ging nur auf Kosten der vorherigen Bewohner, der Sikeler. Allerdings war das Verhältnis zwischen den ursprünglichen Bewohnern und den Zuwanderern sehr unterschiedlich. In den ionischen Siedlungen lebten den archäologischen Funden nach Griechen und Sikeler zunächst gemeinsam und hatten gute Handelsbeziehungen zueinander. Dabei nahmen die Sikeler auch griechische Bräuche und Lebensweisen an und wurden zu einem gewissen Maß hellenisiert. Erst allmählich wurden die Sikeler immer mehr zurückgedrängt. In den dorischen Siedlungen war das anders. In Syrakus unterwarfen die griechischen Siedler die in jener Gegend ansässigen Sikeler gleich zu Beginn. In Gela wurden die Siedler von den die Gründung umgebenden Bergen vertrieben. Dort wurden stattdessen Festungen zur Verteidigung Gelas gegründet.
In einer zweiten Siedlungswelle gründeten Auswanderer aus sizilischen Poleis ihrerseits weitere Tochterstädte. So wurde Himera 648 v. Chr. gemeinsam durch Einwohner von Zankle und Syrakusai gegründet, Selinus (Selinunt) 628 v. Chr. durch Einwohner von Megara Hyblaia, Kamarina 589 v. Chr. durch Einwohner von Syrakusai, und Akragas (Agrigent) 582 v. Chr. durch Einwohner von Gela. Während die Griechen bisher nur Kontakt zu den Sikelern hatten, kamen sie nun auch in das Gebiet der Sikaner und Elymer und in die Nähe der phönizischen Siedlungen.
Als das phönizische Mutterland im 6. Jahrhundert v. Chr. von den Persern erobert wurde, gewannen die Phönizier Nordafrikas, die Punier, an Bedeutung. Zur führenden Stadt der Punier entwickelte sich Karthago. Anders als die frühen Phönizier verfolgten die Karthager oder Punier auf Sizilien auch das Interesse, ihr Herrschaftsgebiet auszudehnen, was zu Konflikten mit den ursprünglichen Bewohnern und zunehmend auch mit den Griechen führte.

## Archaische Zeit

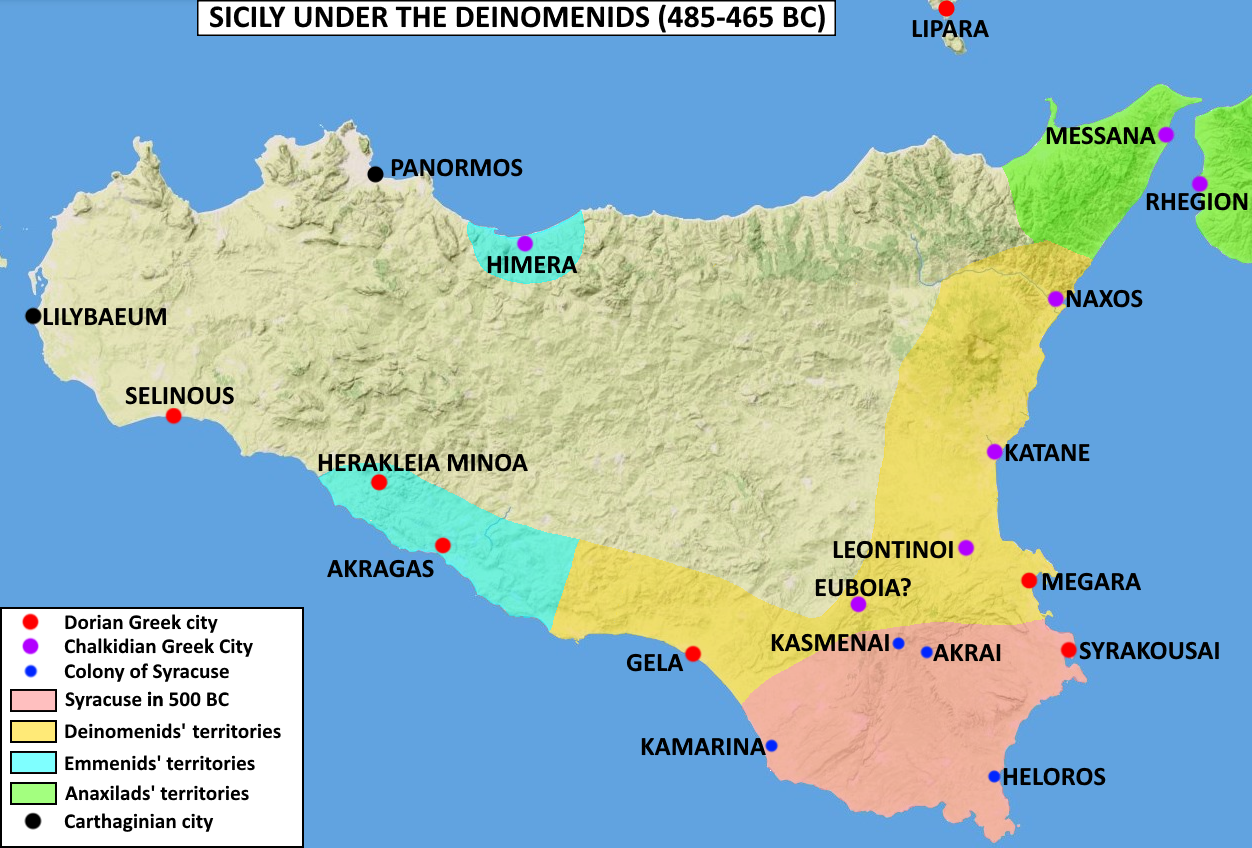
Zeit unter der Herrschaft der Deinomeniden (485-465 v. Chr.)

Die griechischen Siedlungen auf Sizilien bildeten keine politische Einheit, sondern waren wie ihre Mutterstädte in Griechenland unabhängige Stadtstaaten (Poleis), die vielfach miteinander rivalisierten. Ein solcher Stadtstaat bestand aus der eigentlichen Stadt und dem Umland, das landwirtschaftlich genutzt wurde und zur Versorgung der Stadtbewohner diente. Wie die ursprüngliche Landverteilung unter den Siedlern erfolgte, ist nicht bekannt. Jedenfalls hatte sich bis Mitte des 6. Jahrhunderts v. Chr. der Landbesitz offenbar größtenteils in der Hand weniger Familien konzentriert, die als Aristokratie auch die größte politische Macht besaßen. Konflikte innerhalb einer Polis führte immer wieder zu Unruhen (Stasis), was einzelne Personen aus der Oberschicht nutzen konnten, um an die Macht zu gelangen und sich zum Alleinherrscher („Tyrann“) zu machen.

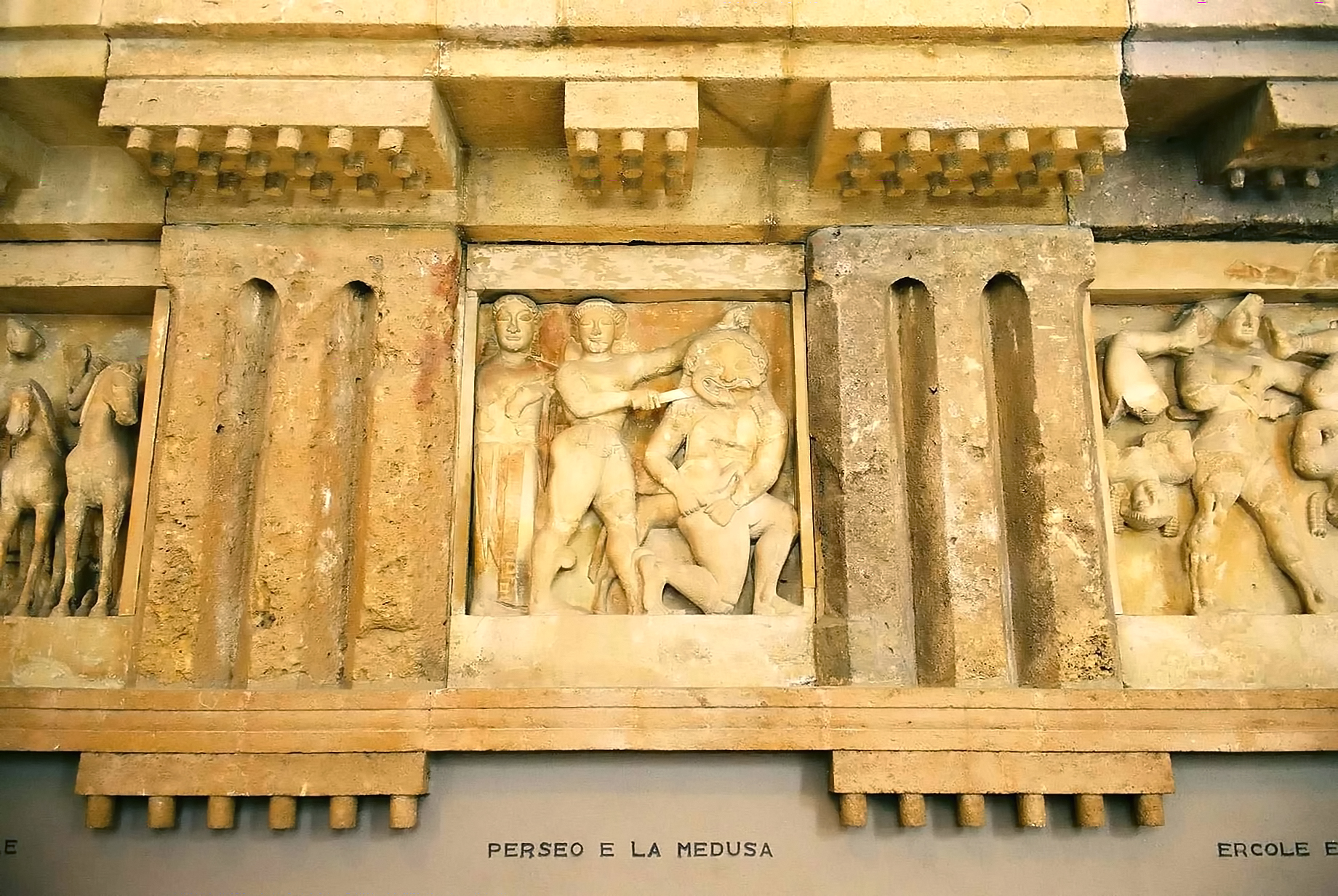
Metopen des Tempels C von Selinunt (570–560 v. Chr.)

Eingeführt wurde die Tyrannis auf Sizilien wohl durch Panaitios, der ca. 600 v. Chr. in Leontinoi mit Unterstützung der ärmeren Bürger an die Macht gelangt sein soll. Tyrannis bedeutete anfangs lediglich sachlich-neutral eine uneingeschränkte Macht des Herrschers, bekam aber sehr bald den negativen Beiklang von Illegitimität und skrupelloser Machtausübung. Ein Repräsentant dieser Art von Tyrannis war Phalaris von Akragas, dessen Grausamkeit sprichwörtlich wurde. Durch Unterschlagung von Geld, das für einen Tempelbau bestimmt war, soll er Söldner angeworben haben und riss ca. 570 v. Chr. in einem Staatsstreich die Macht an sich. Aus dieser Zeit stammen auch die ältesten bekannten Tempel Siziliens. 575 v. Chr. wurde der Apollotempel von Syrakus errichtet, ca. 570–560 v. Chr. der Tempel C auf der Akropolis von Selinunt.
Ende des 6. Jahrhunderts v. Chr. begannen einzelne Tyrannen, ihren Machtbereich gewaltsam zu erweitern. Hippokrates von Gela zog mit seinen berittenen Truppen über die Berge in chalkidisches Siedlungsgebiet und eroberte Naxos, Zankle und Leontinoi, wo er ihm ergebene Tyrannen einsetzte. Die geplante Eroberung von Syrakus gelang ihm jedoch nicht, da er über keine Flotte verfügte. Durch Verhandlungen unter der Vermittlung von Korinth erhielt er stattdessen Kamarina zugesprochen. Nach dem Tod des Hippokrates 491 v. Chr. wurde Gelon von Syrakus, der Kommandeur der Reiterei des Hippokrates, Tyrann von Gela. Bei einer Stasis in Syrakus wurde er zu Hilfe gerufen und nutzte die Gelegenheit, auch dort zum Alleinherrscher zu werden. Gelon konzentrierte sich nun auf Syrakus und vertraute Gela seinem Bruder Hieron an. Um Syrakus zu stärken und seine Macht dort zu sichern, ließ er die Hälfte der Einwohner Gelas dorthin umsiedeln. Er verstärkte die Flotte und das Heer und wurde somit bald zum mächtigsten Herrscher der griechischen Welt.
Gelons Schwiegervater Theron, Tyrann von Akragas, vertrieb 483 den Herrscher Terillos aus Himera und übernahm dort die Macht. Terillos tat nun, was nach ihm noch mehrmals Herrscher Siziliens taten: Wenn sie sich gegen ihre Konkurrenten auf der Insel nicht durchsetzen konnten, riefen sie ausländische Mächte zu Hilfe, was immer wieder zu Invasionen Siziliens führte. Terillos bat die Punier um Hilfe, die daraufhin eine große Streitmacht ausrüsteten, 480 v. Chr. in Panormos landeten und gegen Himera marschierten. Gelon kam Theron zu Hilfe und schlug die Karthager in der Schlacht bei Himera vernichtend. Hamilkar, einer der Sufeten von Karthago, wurde getötet, und Tausende Karthager wurden als Sklaven gefangen genommen.

## Klassische Zeit

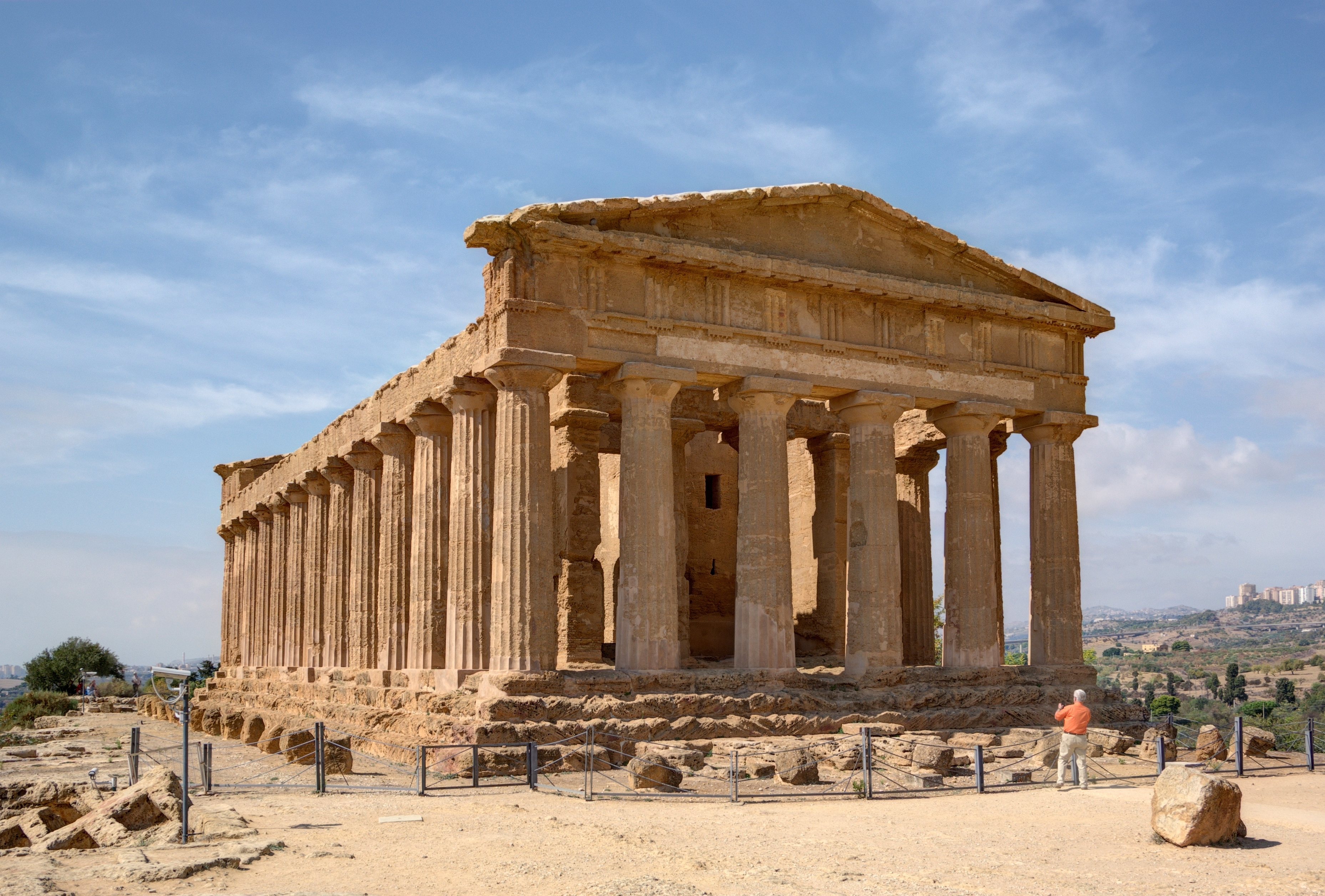
Concordiatempel, Agrigent (430 v. Chr.)

Durch die in der Schlacht bei Himera gewonnene Kriegsbeute, die als Sklaven arbeitenden Kriegsgefangenen und die Reparationen, die Karthago zu zahlen hatte, stieg der Reichtum der griechischen Städte Siziliens beträchtlich. Es entstanden auch neue, repräsentative Tempel. So ließ Gelon in Syrakus den Tempel der Athene auf der Insel Ortygia und die Tempel der Demeter und der Persephone im neuen Stadtviertel Neapolis auf dem Festland errichten, Theron in Akragas den Tempel des olympischen Zeus und beide gemeinsam in Himera einen dorischen Tempel als Siegestempel.
Als Gelon 478 v. Chr. starb, wurde sein Bruder Hieron als Hieron I. Tyrann von Syrakus. Hieron war ein Förderer der Künste und zog Dichter wie Aischylos und Pindar an seinen Hof. Nach seinem Tod 467 v. Chr. wurde sein Bruder Thrasybulos sein Nachfolger. Er wurde jedoch bald durch das Volk vertrieben, und so wurde Syrakus zur Demokratie. Dieser Entwicklung folgten bald alle Städte Siziliens nach. So endete die Zeit der sogenannten „Älteren Tyrannis“, die einerseits durch Zerstörung von Städten, Massenverbannungen und -umsiedlungen und ungezählte Tote viel Leid angerichtet, andererseits den Städten Siziliens auch einen wirtschaftlichen Aufschwung und Wohlstand beschert hatte.
Das politische System in Syrakus ähnelte dem in Athen. Die höchste Institution war die Volksversammlung (Ekklesia), die über Gesetze, Außenpolitik und Militärfragen entschied und die Staatsbeamten und einen Rat (Bulé) bestimmte, der die Volksversammlungen vorzubereiten hatte. Anders als in Athen wurden die Beamten und der Rat aber nicht durch das Los bestimmt, sondern gewählt. Zur Volksversammlung gehörten jedoch nur die Vollbürger einer Stadt, die in der Regel eine Minderheit waren. Sklaven, Frauen und fremde Stadtbewohner ohne Bürgerrecht waren ausgeschlossen. So kam es zum Beispiel in Syrakus zu einem offenen Konflikt mit den von Gelon angesiedelten Söldnern, die aber schließlich vertrieben wurden.
In den Anfang der demokratischen Zeit fällt der Aufstand der Sikeler gegen die griechische Vormachtstellung. Duketios, ein Führer der Sikeler, griff griechische Städte im Landesinneren an, zum Beispiel Morgantina, und zerstörte sie. 450 v. Chr. griff er von Agrigent beherrschtes Gebiet an, konnte aber bald darauf besiegt werden. Syrakus unterwarf sich nun das Landesinnere Siziliens, wodurch es seine Vormachtstellung unter den Städten Siziliens weiter ausbaute.

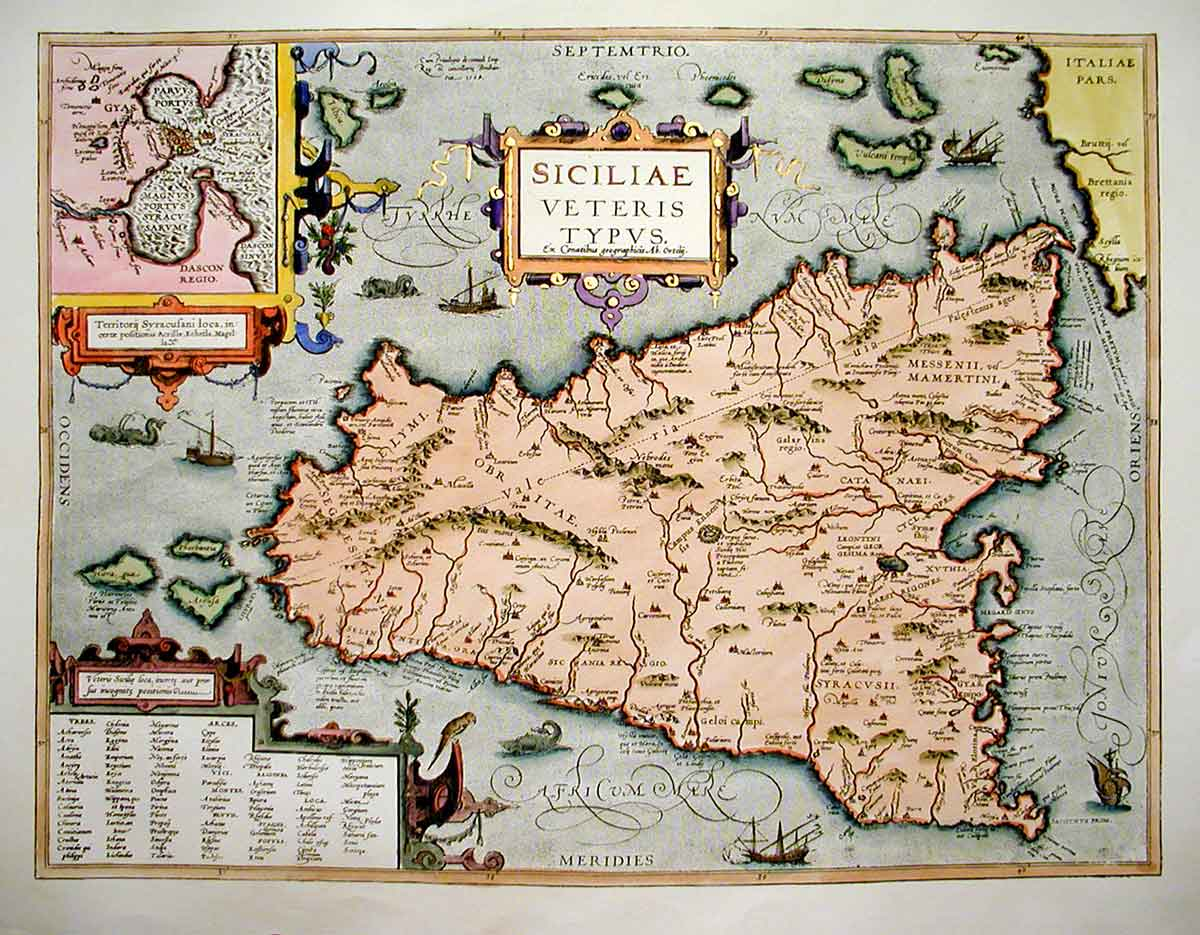
Sizilien und Syrakus im Altertum nach einer Karte des Abraham Ortelius von 1580

Die zweite Hälfte des 5. Jahrhunderts v. Chr. war wieder eine Zeit des Wohlstands und der kulturellen Blüte, in der auch wieder viele Tempel errichtet wurden wie zum Beispiel einige der gut erhaltenen Tempel von Akragas. Da die sizilianischen Tempel nicht auf die lange Tradition der Götterverehrung zurückblicken konnten, wie das bei den griechischen Heiligtümern der Fall war, versuchten sie dies durch Größe und Prachtentfaltung auszugleichen. Der aus dieser Zeit stammende „Concordiatempel“ im Tal der Tempel von Akragas zählt zu den am besten erhaltenen griechischen Tempeln überhaupt.
Der Wohlstand der Oberschicht war nur dadurch möglich, dass ein Großteil der Arbeit von Sklaven verrichtet wurde. Nicht nur Kriegsgefangene wurden zu Sklaven gemacht, oft wurden auch Griechen als Sklaven verkauft. Am schlechtesten ging es dabei den Staatssklaven, die in Bergwerken und Steinbrüchen (Latomien) unter selbst für damalige Verhältnisse extrem harten Bedingungen arbeiten mussten. Privatsklaven waren zwar auch unfrei und von der Politik ausgeschlossen, hatten jedoch ein besseres Leben und eine leichtere Arbeit und waren so oft besser gestellt als freie Tagelöhner. Sie arbeiteten in der Regel in der Landwirtschaft ihrer Herren.
Gegen Ende des 5. Jahrhunderts v. Chr. brachen zunehmend Streitigkeiten zwischen den griechischen Städten Siziliens aus, in die auch Athen hineingezogen wurde, das mit einer Reihe von Städten Freundschaftsverträge geschlossen hatte. Als Leontinoi 427 v. Chr. von Syrakus angegriffen wurde, kam Athen ihm mit einer Streitmacht zu Hilfe, bis 424 v. Chr. Frieden geschlossen wurde. Kurz darauf kam es zu einem Krieg zwischen Selinunt und Segesta. Selinunt wurde von Syrakus unterstützt, und Segesta wandte sich an Karthago um Hilfe. Als es von dort keine Antwort erhielt, bat es Athen um Hilfe. Da Syrakus mit seiner Mutterstadt Korinth im Peloponnesischen Krieg auf der Seite Spartas stand, sah Athen darin eine Möglichkeit, seinem Gegner in den Rücken zu fallen und sich zudem die Reichtümer Siziliens zu sichern. Das führte 415 v. Chr. zur Sizilischen Expedition, die 413 v. Chr. mit einer vernichtenden Niederlage der Athener endete. 7000 Athener wurden gefangen genommen und mussten in den Steinbrüchen von Syrakus arbeiten. Wenig später flammte der Krieg zwischen Selinunt und Segesta wieder auf. Diesmal folgte Karthago dem Ruf Segestas, und 409 v. Chr. wurde Selinunt weitgehend zerstört und anschließend von Puniern besiedelt. Die Karthager drangen weiter auf der Insel vor und eroberten und zerstörten noch im selben Jahr Himera, danach 406 v. Chr. Agrigent und 405 v. Chr. Gela.

Süditalien zur Zeit Dionysios’ I. von Syrakus

In Syrakus führten Unruhen im Gefolge der kriegerischen Auseinandersetzungen mit Athen und Karthago zu einer neuen Tyrannis, die zur Unterscheidung von der früheren Tyrannenherrschaft als „Jüngere Tyrannis“ bezeichnet wird. Dionysios I. gelang es mit seinen demagogischen Fähigkeiten, die ärmeren Schichten für sich zu gewinnen und so 405 v. Chr. die Alleinherrschaft zu erringen. Er schloss einen Vertrag mit Karthago, in dem die Oberherrschaft Karthagos über die phönizischen, elymischen und sikanischen Gebiete anerkannt wurde. Die Griechen durften in ihre zerstörten Städte zurückkehren, allerdings unter der Bedingung, sie nicht mehr zu befestigen und Karthago Tribut zu zahlen.
Dionysios suchte seine Macht nach innen und außen zu festigen. Die demokratische Staatsordnung wurde zwar faktisch abgeschafft, aber formal existierte die Volksversammlung weiter und wurde von Dionysios bei Bedarf einberufen. Im Heer setzte der Tyrann verstärkt Söldner ein und änderte die Kommandostruktur, wobei er die oberen Stellen mit Verwandten und persönlichen Vertrauten besetzte. Etwa 404 bis 402 v. Chr. begann er, sikelische Städte anzugreifen. Danach eroberte er Katane und Naxos und siedelte die Bewohner Leontinois nach Syrakus um. Den Ausbruch einer Seuche unter den Karthagern nutzte er 396 v. Chr., um ihnen eine vernichtende Niederlage beizubringen. Dadurch wurde er Herr über fast ganz Sizilien und einer der mächtigsten Männer der griechischen Welt. Sein Machtbereich umfasste auch den Süden Kalabriens. Als die Karthager Teile ihrer ursprünglichen Herrschaft auf Sizilien zurückerobert hatten, schloss Dionysios mit ihnen Friedensverträge, die ihm einen großen Teil seiner Herrschaft sicherten.
Zwischen seinem Nachfolger Dionysios II. und seinem Schwiegersohn Dion kam es zu einem Konflikt, und Dion, ein Freund des Philosophen Platon, wurde in die Verbannung geschickt. Als Dionysios die Güter Dions beschlagnahmte, kehrte dieser 357 v. Chr. mit einer Streitmacht von Söldnern nach Sizilien zurück und vertrieb Dionysios aus Syrakus. Nach der Ermordung Dions 354 v. Chr. und einer Zeit der Wirren erlangte Dionysios II. im Jahre 346 v. Chr. durch einen Überraschungsangriff wieder die Macht in Syrakus. 344 v. Chr. wurde er von dem Feldherrn Timoleon, den die Korinther nach Sizilien entsandt hatten, zur Abdankung gezwungen. Timoleon entmachtete auch einige kleinere Tyrannen und setzte wieder demokratische Ordnungen ein. 340 v. Chr. besiegte er die Karthager in der Schlacht am Krimisos und schränkte ihren Herrschaftsbereich auf Westsizilien ein. Daraufhin holte er Einwanderer aus Italien und Griechenland nach Sizilien und machte die alten Städte wie Gela und Agrigent, die nur noch unbedeutende Dörfer waren, wieder zu wohlhabenden Stadtstaaten. Nach der Abdankung Timoleons 337 oder 336 v. Chr. brachen jedoch wieder soziale Unruhen aus, und Sizilien versank in Anarchie.

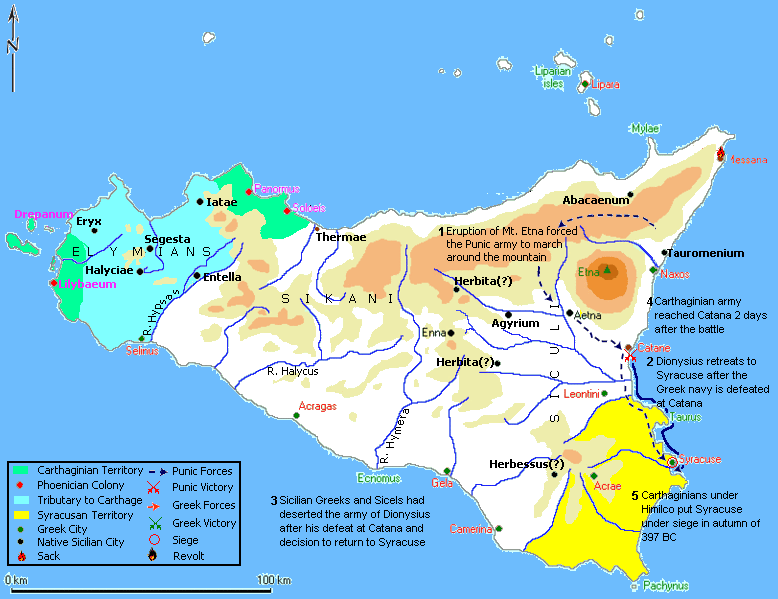
Die Karte zeigt die punische Belagerung von Syrakus im Jahr 397 v. Chr.

## Hellenistische Zeit

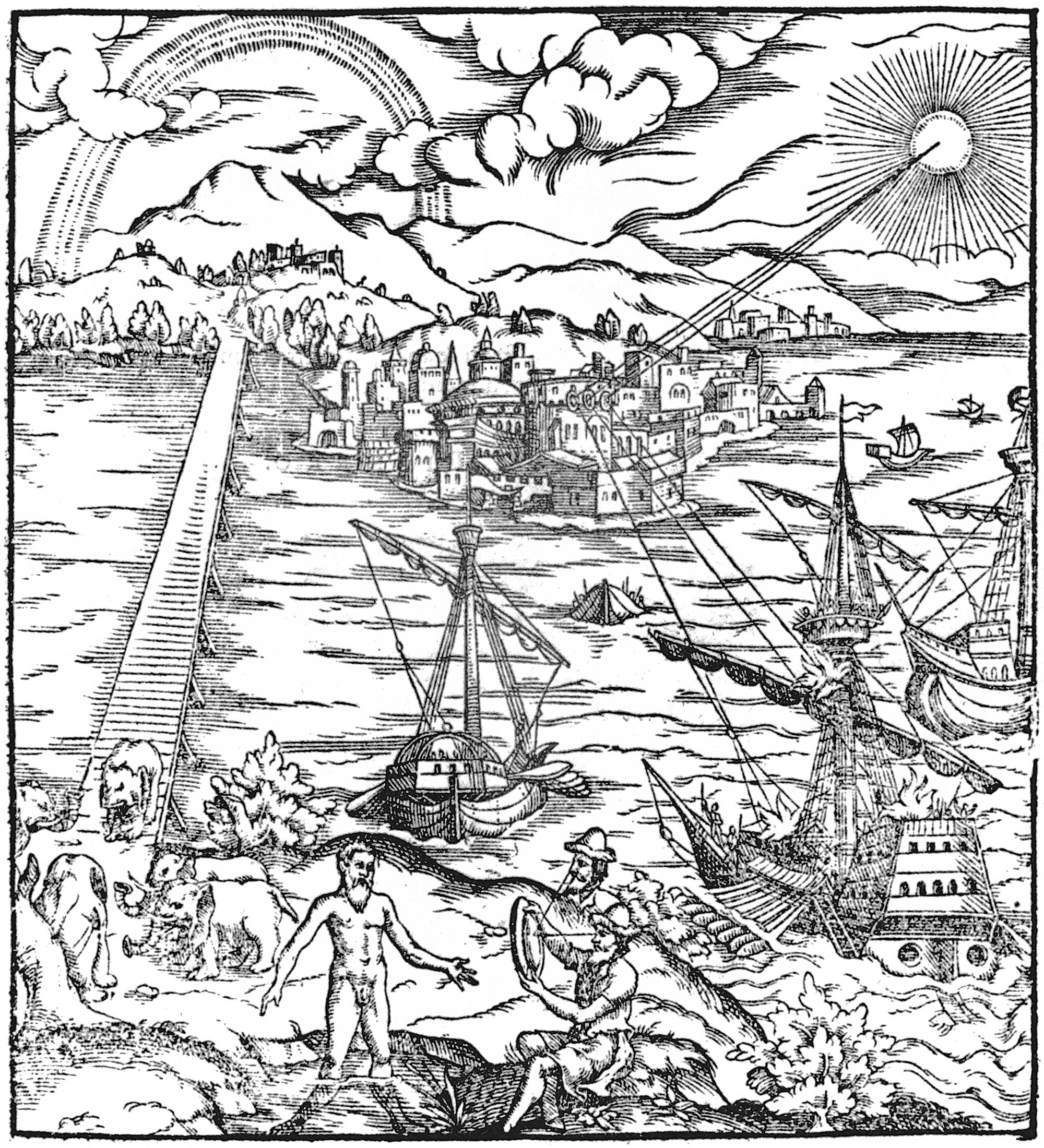
Belagerung von Syrakus durch die Römer (frühneuzeitliche Darstellung)

317/16 v. Chr. konnte Agathokles, der als Verteidiger der Demokratie gegen die Aristokraten auftrat, durch einen blutigen Umsturz, der mehrere Tausend Menschenleben forderte, in Syrakus die Macht ergreifen und eine Tyrannis errichten. Während die Karthager mit dem Status quo des Kräftegleichgewichts auf Sizilien zufrieden waren, versuchte Agathokles, die Städte der Insel unter seiner Herrschaft zu vereinen und sich ein Großreich aufzubauen. Diese Expansionspolitik führte zu einem Krieg mit Karthago. In der Schlacht am Himeras wurde Agathokles besiegt und nach Syrakus zurückgedrängt. Dort selber belagert, entschloss er sich, seine Truppen auf die Flotte zu verladen und Karthago in Afrika anzugreifen. Nach dieser überraschenden Offensive kam es 306 v. Chr. zum Frieden mit den Karthagern. Danach konnte Agathokles den nicht von Karthago beanspruchten Teil Siziliens unter seine Kontrolle bringen.
In Griechenland hatten das makedonische Königreich und seine Nachfolgestaaten, die Diadochenreiche, die Dominanz der Stadtstaaten (Poleis) abgelöst. Auch, um mit den neuen Monarchen mithalten zu können, nahm Agathokles 305 v. Chr. den Königstitel an. Sizilien war jedoch alles andere als ein geeintes Königreich, und Syrakus verfiel nach dem Tod des Agathokles 289 v. Chr. wieder in Unruhen und Anarchie.
Von zwei verfeindeten Gruppen in Syrakus zu Hilfe gerufen, nutzte König Pyrrhos I. die Situation, setzte 278 v. Chr. nach Sizilien über und unterwarf fast die gesamte Insel. 276 v. Chr. musste er jedoch nach Italien zurückkehren, wo er bald darauf von den Römern besiegt wurde. In Syrakus ergriff daraufhin Hieron, ein Anhänger des Pyrrhos, die Macht. Er verständigte sich mit Karthago und wurde als Hieron II. König eines ostsizilischen Reichs, dessen Hauptstadt Syrakus war. Hieron verzichtete darauf, seinen Herrschaftsbereich gewaltsam zu vergrößern, und konzentrierte sich stattdessen auf die innere Verwaltung seines Reichs und auf die Förderung des Handels, besonders den Export von Getreide.
Nachdem Hieron im ersten Punischen Krieg zunächst auf der Seite Karthagos gekämpft hatte, schloss er 263 v. Chr. einen Separatfrieden mit den Römern. Den Römern gelang es im Verlauf des Krieges, die Karthager in harten Kämpfen von Sizilien zu vertreiben. Die eroberten Ortschaften (zum Beispiel 261 v. Chr. Akragas, 250 v. Chr. Panormos und Selinunt) wurden meist zerstört und ihre Einwohner als Sklaven verkauft. So war am Ende des ersten Punischen Kriegs ganz Sizilien außer dem Herrschaftsbereich Hierons römisches Gebiet und wurde bald darauf zur ersten Provinz. Im zweiten Punischen Krieg unterstützte Hieron die Römer durch Versorgungslieferungen. Als Syrakus aber nach dem Tod Hierons 215 v. Chr. als Folge einer Stasis eine antirömische Haltung einnahm, wurde die Stadt durch die Römer belagert. Von Archimedes entwickelte Wurfmaschinen und Katapulte halfen, die Stadt zu verteidigen. Archimedes soll auch mit Brennspiegeln die Segel angreifender Schiffe in Brand gesteckt haben. 212 v. Chr. wurde Syrakus von den Römern eingenommen, dabei fand auch Archimedes den Tod.

## Römische Provinz

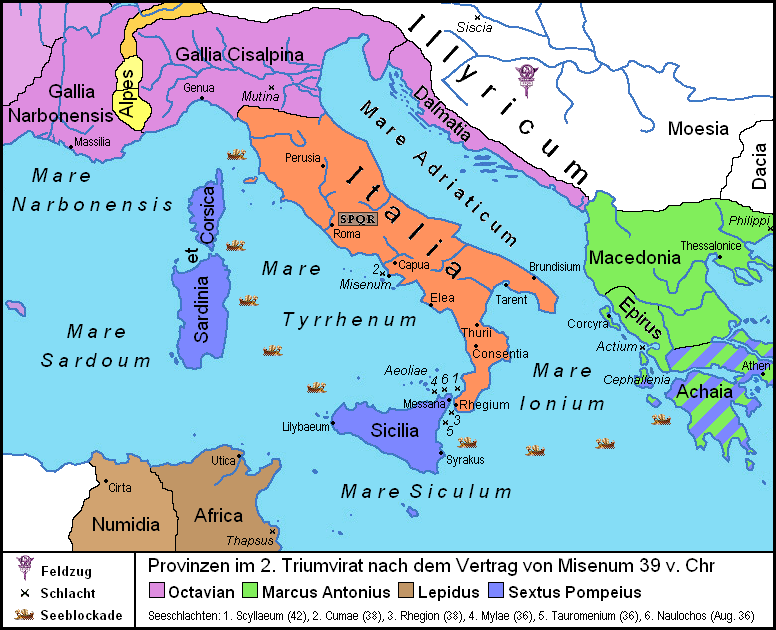
Italien nach dem Vertrag von Misenum und der Blockadekrieg des Sextus Pompeius während des zweiten Triumvirats
Italien (Senat)
Octavians Machtbereich
Antonius’ Machtbereich
Provinzen des Lepidus
Seereich des Sextus Pompeius

Ganz Sizilien stand nun unter römischer Herrschaft. Während bei den früheren Eroberungen Roms mit den besiegten Stämmen Bündnisse geschlossen oder ihnen ein vermindertes Bürgerrecht gewährt worden waren, war Sizilien anders zu verwalten, da es kein verbündetes Gebiet, sondern eroberter Besitz war. Auch Syrakus wurde nun Teil der einige Jahre zuvor eingerichteten Provinz Sicilia. An der Spitze der Verwaltung stand ein Statthalter (Prätor). Als oberste Finanzbeamte waren zwei Quästoren eingesetzt, denen die Steuereintreiber unterstanden. Die lokale Verwaltung überließen die Römer in der Regel den Städten. Der wichtigste Teil der Abgaben, die Sizilien an Rom zu leisten hatte, bestand aus dem Zehnten der Getreideernte. Dadurch wurde Sizilien zum wichtigsten Getreidelieferanten des römischen Reiches, zur Kornkammer. Weitere Abgaben wurden auf andere Produkte erhoben wie etwa Obst, Gemüse, Oliven und Wein und eine Bargeldsteuer auf Weideflächen. Da diese Abgaben in das ferne Rom transportiert wurden, also nicht der lokalen Bevölkerung zugutekamen, mussten zur Finanzierung lokaler Aufgaben zusätzlich lokale Steuern erhoben werden.
Einen Großteil der landwirtschaftlichen Flächen pachtete eine kleine Gruppe wohlhabender Grundbesitzer. Diese ließen in der Regel durch Sklaven das Land bewirtschaften und das Vieh hüten. Daneben gab es noch zahlreiche Kleinbauern, die kleine Flächen selber bewirtschafteten. Auch wenn die Abgaben wesentlich höher waren als früher, bot das Leben durch den Wegfall der ständigen Kriege zwischen den unabhängigen Städten oder zwischen Griechen und anderen Völkern insgesamt eine größere Sicherheit. Auch wurde die Infrastruktur (zum Beispiel Straßen) verbessert, was dem Handel zugutekam.
Im 2. Jahrhundert v. Chr. erlebte der Sklavenhandel einen regen Aufschwung, sodass viele neue Sklaven nach Sizilien kamen. Die beiden ersten größeren Sklavenaufstände im Römischen Reich fanden hier statt. Im ersten Sklavenkrieg (ca. 136–132 v. Chr.) gelang es den Sklaven unter ihrem Führer Eunus, einem syrischen Sklaven, der sich nach dem Vorbild seleukidischer Herrscher „König Antiochus“ nannte, mehrere Städte wie Morgantina und Taormina und einen großen Teil Innersiziliens unter ihre Kontrolle zu bringen, bevor sie von römischen Truppen besiegt und Tausende Aufständische hingerichtet wurden. Der zweite Sklavenkrieg (104–101 v. Chr.) brach aus, als der Statthalter eine vom Senat verfügte Freilassung bestimmter Sklaven abbrach. Diesmal konnten die Sklaven unter ihren Führern Salvius, der sich König Tryphon nannte, und Athenion weniger Erfolge erzielen, da die Römer besser vorbereitet waren, und wurden schließlich besiegt. Um die Jahrhundertmitte rebellierte um den Ätna ein gewisser Selouros. Auch dieser konnte gefasst und hingerichtet werden.
Nach der Ermordung Gaius Iulius Caesars geriet Sizilien in den Bürgerkrieg zwischen den Verschwörern und dem zweiten Triumvirat. Sextus Pompeius, ein Sohn des Gnaeus Pompeius Magnus, hatte die Insel unter seine Kontrolle gebracht und die Getreidelieferungen nach Rom eingestellt. Er nahm die von den Triumvirn verfolgten Flüchtlinge auf und blockierte die Nachschubwege nach Italien. Erst nach langwierigen Kämpfen gelang es Octavian 36 v. Chr., die Flotte des Sextus Pompeius in den zwei Seeschlachten von Mylae und Naulochos auszuschalten. Anschließend legte der spätere Kaiser Augustus Sizilien hohe Reparationszahlungen auf und bestrafte die Städte, die ihm Widerstand geleistet hatten. So wurde beispielsweise die gesamte Bevölkerung Taorminas deportiert, und Messina erlebte, nach kurzer, aber intensiver Blüte als Hauptstadt des Sextus Pompeius, einen dramatischen Niedergang. Augustus reformierte auch das Verwaltungssystem. Sizilien wurde eine senatorische Provinz und einem Prokonsul unterstellt. Einige Städte wie zum Beispiel Syrakus und Palermo erhielten den Rang einer Colonia, womit auch die Ansiedlung von Veteranen verbunden war, andere wurden Municipia. Der Zehnte wurde abgeschafft und durch eine Geldabgabe ersetzt.

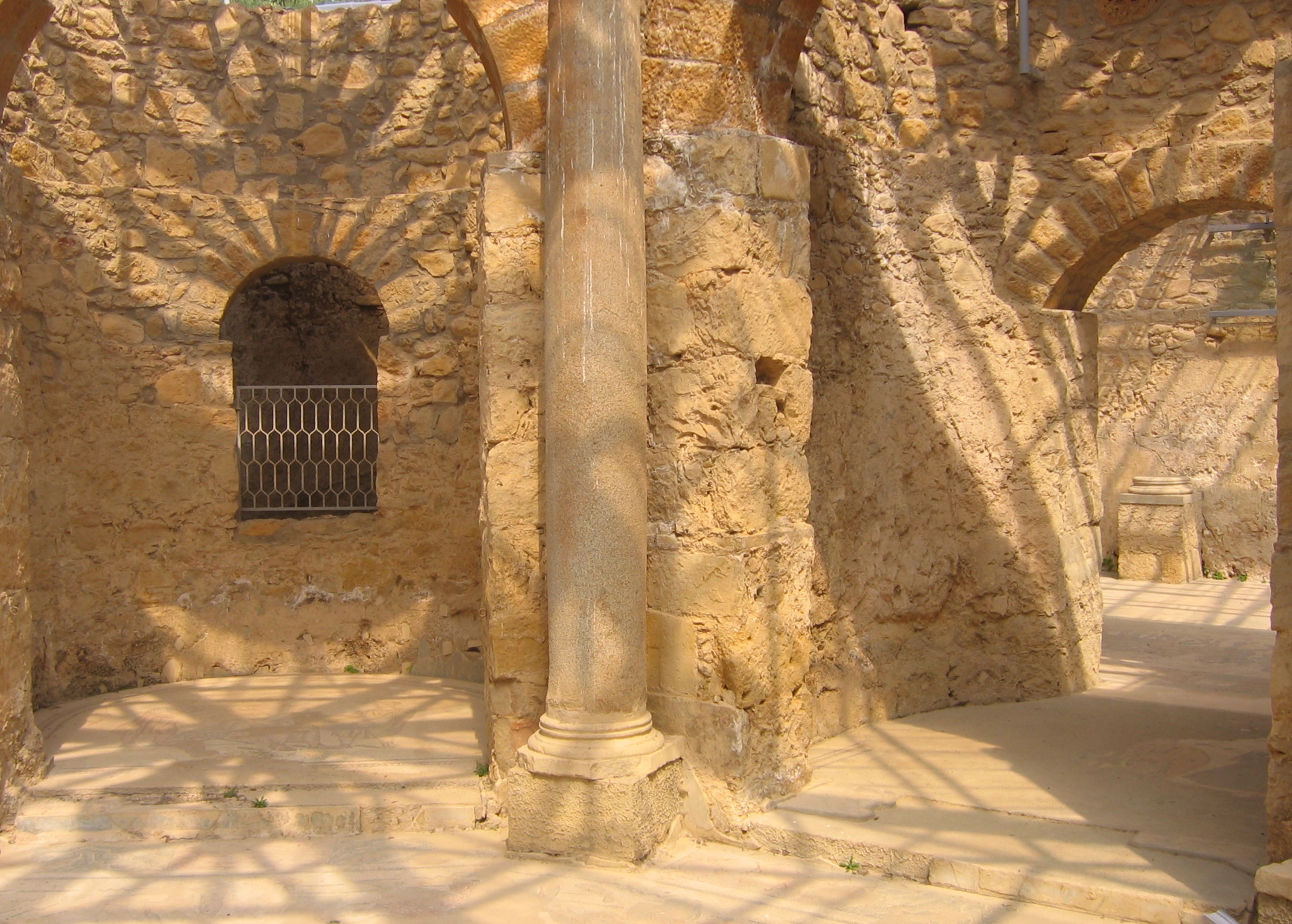
Frigidarium der Villa Romana del Casale. Mit über 3500 Quadratmetern gibt es hier die größte erhaltene Mosaikfläche aus der Antike.

Während der Kaiserzeit wurde Sizilien immer mehr zu einem Teil Italiens, was auch eine weitere Verbreitung der lateinischen Sprache mit sich brachte, auch wenn der Großteil der Bevölkerung weiter griechisch sprach. Septimius Severus war vor seinem Kaisertum Statthalter in Sizilien. Sizilische Städte wurden zu beliebten Reisezielen wohlhabender Römer, und viele ehemalige Soldaten ließen sich hier nieder. Im Rahmen der allgemeinen Ausweitung des römischen Bürgerrechts 212 wurden auch die Bewohner Siziliens römische Bürger (Constitutio Antoniniana). Mit der Verwaltungsreform Diokletians ab 284 begann die Ansiedlung von hocharistokratischen römischen Familien auf der Insel in Luxusvillen, deren bekannteste die Villa Romana del Casale bei Piazza Armerina ist
Ab dem 3. Jahrhundert breitete sich das Christentum in Sizilien immer weiter aus, erkennbar an den Katakomben von Syrakus. Die hl. Agatha von Catania und die hl. Lucia von Syrakus wurden zu weithin verehrten Märtyrerinnen. Nach Aufhebung des Verbots des Christentums im Jahre 313 durch Konstantin und der Erhebung des Christentums zur Staatsreligion durch Theodosius I. wurden heidnische Tempel wie der Athenatempel in Syrakus und der Concordiatempel in Agrigent in christliche Kirchen umgewandelt. Papst Innozenz beanspruchte 416 die direkte Abhängigkeit Siziliens vom Papst und die Einsetzung der Bischöfe. Dafür wurden Listen mit angeblich bereits von Petrus eingesetzten Bischöfen verbreitet.

## Oströmisch-byzantinische Vorherrschaft

Byzantinisches Reich, Thema Sizilien

Nach der faktischen Reichsteilung von 395 gehörte Sizilien zunächst zur westlichen Reichshälfte. Nachdem die Vandalen 439 Karthago erobert und die dort stationierte Flotte erbeutet hatten, wurde Sizilien ein Ziel ihrer Raubzüge und gelangte bis 468 vollständig unter ihre Kontrolle, sodass auch die weitere Versorgung des Weströmischen Reiches mit Getreide gefährdet wurde. Odoaker, der 476 den weströmischen Kaiser Romulus Augustulus abgesetzt hatte und sich als Rex Italiae bezeichnete, kaufte die Insel 477 von den Vandalen zurück. Nach der Ermordung Odoakers durch Theoderich wurde Sizilien 493 Teil des Herrschaftsgebiets der Ostgoten.
Als nach dem Tode Theoderichs 526 dessen Neffe Theodahad in einen Konflikt mit Ostrom geriet, begann Kaiser Justinian, Teile des ehemaligen Weströmischen Reichs zurückzuerobern. Sizilien wurde dabei 535 von General Belisar erobert. Unter der oströmisch-byzantinischen Herrschaft wurde Sizilien zu einem zentralen Handelsplatz, auf dem besonders die Küstenstädte florierten, und Teile der Insel wurden wieder gräzisiert.
662/63 begab sich Kaiser Konstans II. nach Italien und verlegte anschließend seine Residenz nach Syrakus, das dadurch für kurze Zeit Regierungssitz des Oströmischen Reiches wurde. Nach seiner Ermordung 668 kam es zu einem Aufstand unter dem Gegenkaiser Mizizios, der jedoch von Konstans’ Sohn Konstantin IV. niedergeschlagen wurde. Dieser kehrte wieder nach Konstantinopel zurück.
In der ersten Hälfte des 8. Jahrhunderts war Sizilien wiederholt das Ziel von Raubzügen der Araber, die im 7. Jahrhundert Nordafrika und um 700 die Insel Pantelleria erobert hatten (siehe Islamische Expansion). Damit endete auch die Spätantike auf Sizilien. Uneinigkeiten zwischen den nordafrikanischen islamischen Reichen und Auseinandersetzungen in deren Inneren brachten zunächst ein Ende der Überfälle und gewährten der Bevölkerung eine längere Ruhephase. 717 schwang sich Basileios Onomagulos in Syrakus gegen Leo III. zum Gegenkaiser auf. 781 war Sizilien dann Schauplatz der Rebellion des Elpidios gegen Kaiserin Irene.

## Arabische Vorherrschaft

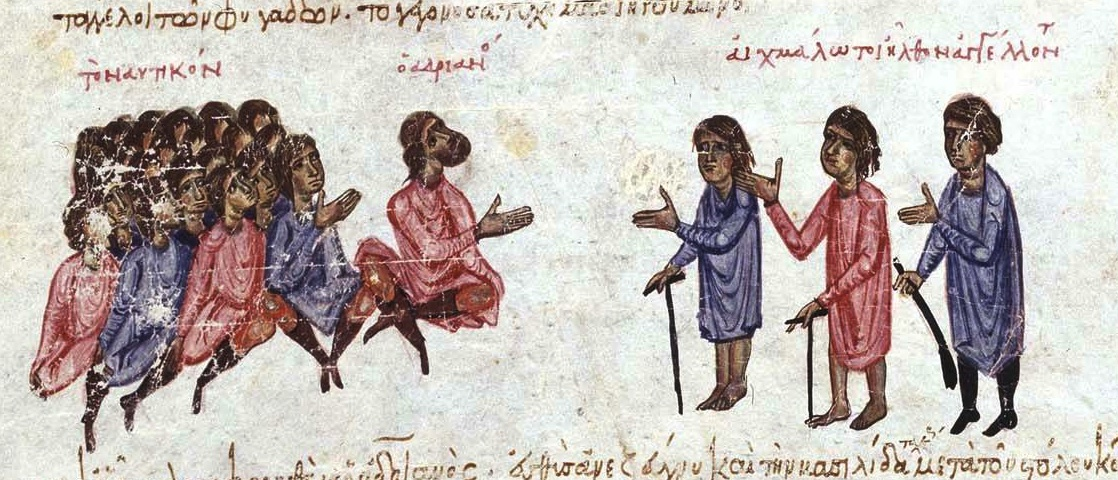
Flüchtlinge berichten dem byzantinischen Admiral Adrianos vom Fall Syrakus’, Madrider Bilderhandschrift des Skylitzes, f. 101r

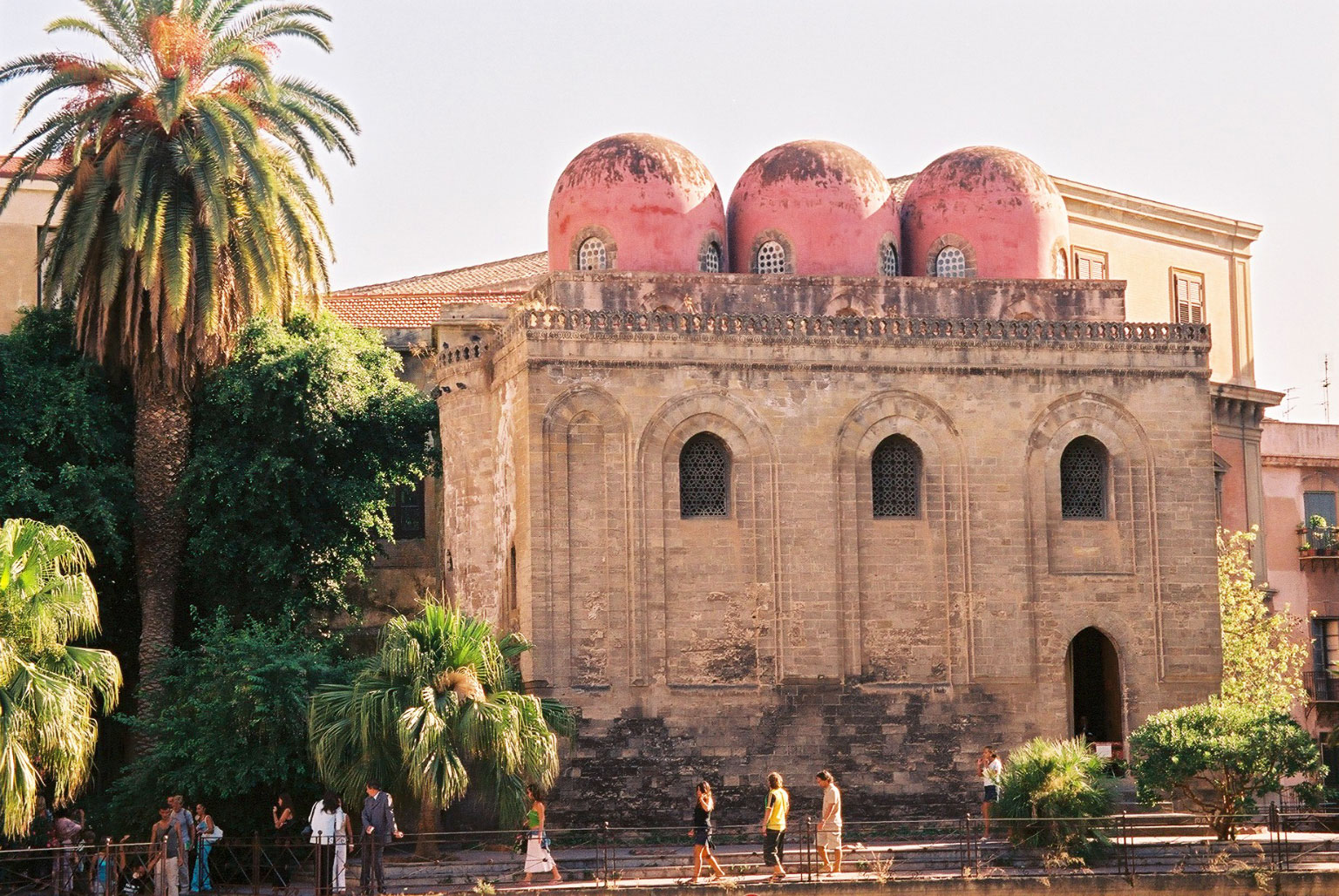
San Cataldo, Palermo, normannischer Kirchbau mit arabischen Stilelementen

Als Kaiser Michael II. 826 befahl, den Admiral Euphemios zu verhaften, stiftete dieser einen Volksaufstand an, besiegte den byzantinischen Statthalter Siziliens und erklärte sich selbst zum König (rex). Er rief den aghlabidischen Emir von Tunis zu Hilfe und versprach ihm Sizilien als tributpflichtige Provinz, sofern er Statthalter würde. Unter der Führung von Asad ibn al-Furāt al-Harrānī landeten die Araber bei Lilybaeum, dem sie den Namen Marsā ʿAlī (Hafen Alis, daraus wurde Marsala) gaben. Von dort begannen sie die Eroberung der Insel. Palermo fiel 831, wobei der Großteil der Bevölkerung ums Leben kam. Einige Städte und Festungen in Nordostsizilien konnten die Byzantiner noch länger halten. Cefalù fiel 857 bzw. 858, Enna 859, Syrakus 878, Taormina 902, Rometta erst im Jahr 965.
Unter der arabischen Vorherrschaft wurden viele Kirchen in Moscheen umgewandelt. Die Christen mussten als Dhimmi zwar Tribute (Dschizya) zahlen, konnten jedoch im Allgemeinen nach ihren eigenen Gesetzen leben. Die Steuer auf Zugvieh, die die Landwirtschaft behindert hatte, wurde abgeschafft, stattdessen wurde eine Grundbesitzabgabe eingeführt, die eine Vernachlässigung der Ackerflächen verhinderte. Zahlreiche Inselbewohner konvertierten zum Islam, im Nordosten der Insel behauptete sich jedoch die griechisch-orthodoxe Bevölkerung auch unter arabischer Herrschaft, wobei Araber zumeist den Norden um Palermo und muslimische Berber überwiegend den Süden um Agrigent dominierten.
Die Araber brachten neue Bewässerungstechniken nach Sizilien, wodurch die Landwirtschaft einen Aufschwung erlebte. Reste von Reservoirs und Wassertürmen aus dieser Zeit sind heute noch erhalten. Es wurden neue Kulturpflanzen angebaut, zum Beispiel Zitronen- und Orangenbäume, Dattelpalmen, Baumwolle, Pistazien und Melonen sowie Maulbeerbäume für die Seidenraupenzucht. Aufgrund der zentralen Lage Siziliens in der islamischen Welt, die damals bereits bis nach Spanien reichte, blühte unter den Arabern auch der Handel auf, der auch in der Hand jüdischer Kaufleute lag. Belegt wird dies auch durch die Dokumente aus dem Kairoer Geniza-Fund für das 10. bis 12. Jahrhundert.
Palermo entwickelte sich im 9. Jahrhundert zu einer Großstadt und löste Syrakus als wichtigste Stadt der Insel ab. Nach dem Sturz der Dynastie der Aghlabiden in Tunis bekam Sizilien mehr Eigenständigkeit. Die Fatimiden setzten 948 Hassan al-Kalbi als Emir in Sizilien ein, der in Palermo residierte und die Dynastie der Kalbiten begründete. Nach der Verlegung des Sitzes der fatimidischen Kalifen nach Kairo 972 erhöhte sich die Selbständigkeit der Insel weiter. Als es gegen 1030 zu Streitigkeiten innerhalb der Kalbitendynastie kam, wandte sich ein Teil nach Byzanz um Hilfe. Dadurch konnte General Georgios Maniakes 1038 in Messina landen und einen Teil Ostsiziliens für Byzanz erobern, verlor es aber bald darauf wieder an die Araber.
Bauwerke sind aus der arabischen Zeit keine erhalten geblieben. Arabische Künstler und Handwerker waren aber auch später unter den Normannen noch maßgebend an Bauprojekten beteiligt, so dass zahlreiche aus dieser Zeit erhaltene Bauten starke arabische Züge tragen. Die weitgehende Arabisierung der Insel ist auch heute noch an Ortsnamen ersichtlich. Beispiele hierfür sind: Marsala (arabisch مرسى علي / Marsā ʿAlī / ‚Hafen Alis‘), Caltabellotta (arabisch قلعة البلوط / Qalʿat al-Ballūṭ / ‚Eichenburg‘) oder die Bezeichnung Mongibello (lateinisch mons und arabisch ǧabal, beides deutsch ‚Berg‘) der Einheimischen für den Ätna.

## Normannisches Königreich Sizilien

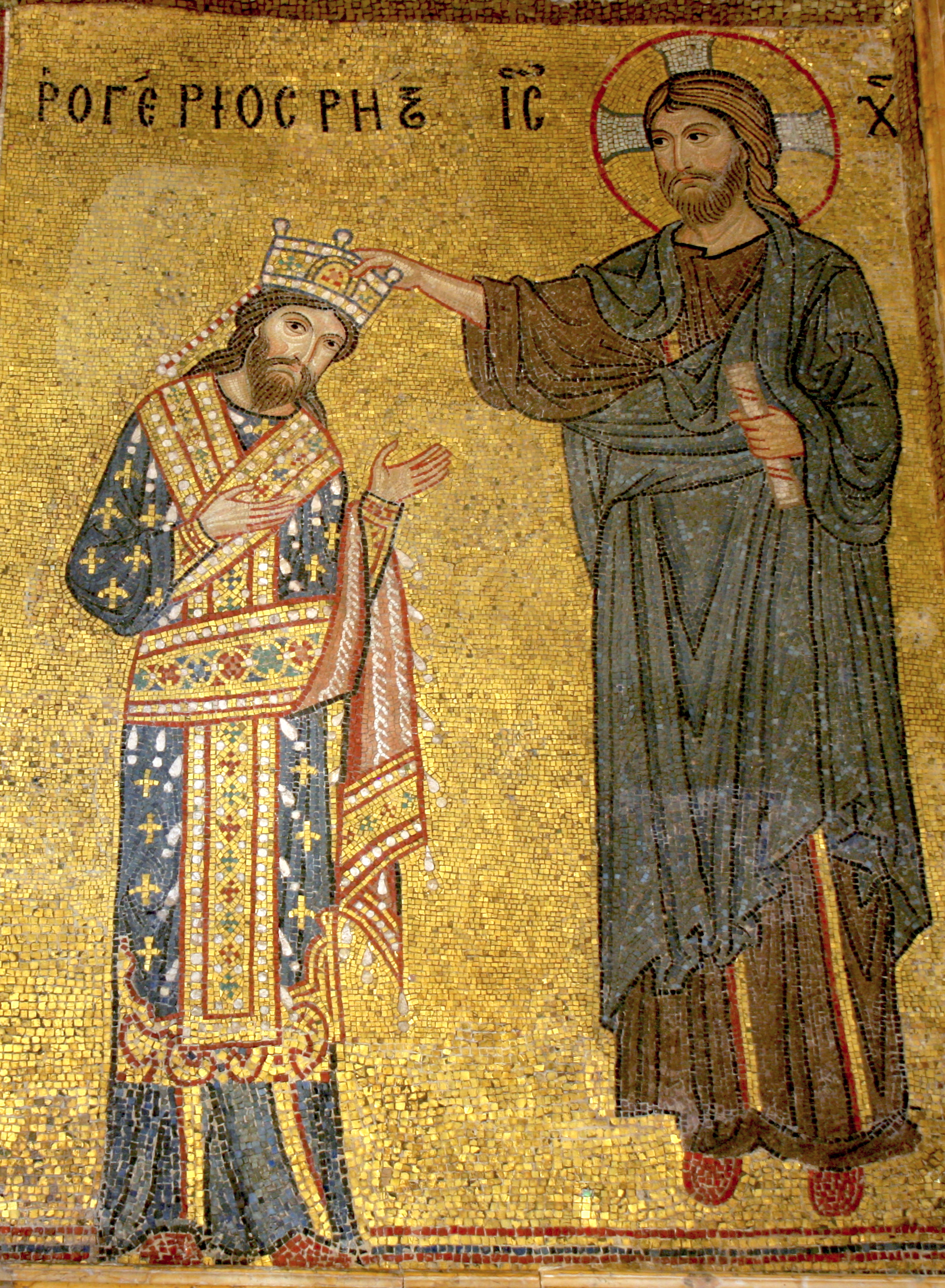
Roger II. wird von Christus gekrönt, Mosaik in Santa Maria dell’Ammiraglio

In der 1. Hälfte des 11. Jahrhunderts war es einer Gruppe von Normannen gelungen, weite Teile Süditaliens von den Langobarden und den Byzantinern zu erobern. Robert Guiskard, der Führer der Normannen, war 1059 im Konkordat von Melfi von Papst Nikolaus II. mit all seinen Gebietserwerbungen in Apulien und Kalabrien und auf das erst zu erobernde Sizilien belehnt worden. Im Gegenzug hatte er Tributzahlungen zu leisten und musste sich verpflichten, keine Oberhoheit von Byzanz anzuerkennen.
Sizilien war nach dem Aussterben der Kalbiten 1053 in mehrere kleine Fürstentümer zerfallen, die unter sich zerstritten waren. Einer der Fürsten rief nun die Normannen zu Hilfe. Auf diesen Hilferuf hin setzte Robert Guiskards jüngerer Bruder Roger 1061 nach Sizilien über und eroberte Messina. Bis 1064 konnte er den Nordosten Siziliens unter seine Kontrolle bringen. Nach Rogers Rückkehr nach Kalabrien zum Ausheben weiterer Soldaten und zum Ausbau einer Flotte unternahmen die Brüder weitere Eroberungszüge nach Sizilien. 1072 wurde Palermo erobert. Robert Guiskard kehrte nach Apulien zurück, ernannte seinen Bruder als Roger I. zum Grafen von Sizilien und Kalabrien und überließ ihm die restliche Eroberung der Insel und den Aufbau einer Regierung. Die weitere Eroberung Siziliens erwies sich als schwierig und langwierig. Erst im Jahre 1088 fiel das für die Eroberung des Binnenlands wichtige Enna und 1091 der letzte muslimische Stützpunkt auf Sizilien, die Stadt Noto. Ein Teil der arabischen Bevölkerung floh ins Ausland, viele aber blieben und arbeiteten mit den Eroberern zusammen.
Da der normannischen Eroberung nicht (wie beispielsweise der arabischen) eine Siedlerwelle folgte, blieben die Normannen nur eine dünne Oberschicht in Sizilien. Roger war also darauf angewiesen, die bestehenden Verwaltungsstrukturen zu übernehmen. Juden und Muslime mussten zwar (wie vorher Juden und Christen unter arabischer Vorherrschaft) eine eigene Steuer entrichten, durften aber jeweils nach eigenen Gesetzen Recht sprechen und Richter einsetzen. Roger selbst betrieb eine Hofhaltung nach byzantinischem Vorbild, bei der der Herrscher den Untergebenen unnahbar entrückt war und ohne Beschränkung regierte.
Roger unterstützte die byzantinischen Christen, vor allem griechische Klöster, setzte jedoch bereits 1083 in Palermo einen lateinischen Erzbischof ein und gründete lateinische Bistümer neu. Somit leitete er die Latinisierung Siziliens ein, die ca. 1200 fast vollständig abgeschlossen war. 1098 erhielt Roger von Papst Urban II. den Titel „Apostolischer Legat“ und damit die Vollmacht, selber Bischöfe einzusetzen.

Karte des Königreichs Sizilien 1154

Rogers I. Sohn Roger war beim Tod seines Vaters (1101) noch minderjährig. Spätestens 1113 übernahm er jedoch als Roger II. die Herrschaft von seiner Mutter, der Regentin Adelheid von Savona. Zu seiner Grafschaft Sizilien und Kalabrien erbte er 1127 auch noch das Herzogtum Apulien und 1128 das Fürstentum Tarent hinzu, 1140 eroberte er das Herzogtum Neapel. Sein Herrschaftsbereich umfasste nun außer Sizilien auch ganz Unteritalien bis zum Kirchenstaat. Seine neu gewonnene Machtstellung und die Schwäche eines gespaltenen Papsttums nutzte Roger II., um sich 1130 vom Gegenpapst Anaklet II. zum König von Sizilien erheben zu lassen. Seinen ältesten Sohn Roger setzte er als Herzog von Apulien ein. 1139 bestätigte Papst Innozenz II. gegen Anerkennung der Lehenshoheit des Papstes die Königswürde Rogers II. Sein Interesse für die arabische Kultur ermöglichte einen wichtigen Wissenstransfer über die Übersetzungen bedeutender Werke. Ein Beispiel ist das Roger-Buch zur globalen Geografie, das der aus Spanien zugewanderte Gelehrte Al-Idrisi 1138–54 erstellte. Das galt auch für das medizinische Wissen, das die Universitäten von Salerno und später Neapel erreichte.
Es folgte eine Reihe normannischer Könige, die mit König Wilhelm II. endete. Er war der letzte der normannischen Könige auf Sizilien und verstarb im Jahr 1189 ohne leiblichen Erben. Erbberechtigt war Wilhelms Tante Konstanze, Gemahlin des Stauferkaisers Heinrich VI. Zunächst usurpierte jedoch Tankred von Lecce, unehelicher Sohn Rogers III. und somit Enkel von Roger II., mit Hilfe der stauferfeindlichen Partei und Unterstützung durch Papst Clemens III. den Thron. Nach seinem Tode 1194 ging die Herrschaft über Sizilien schließlich an die Staufer über.

## Zeit der Staufer

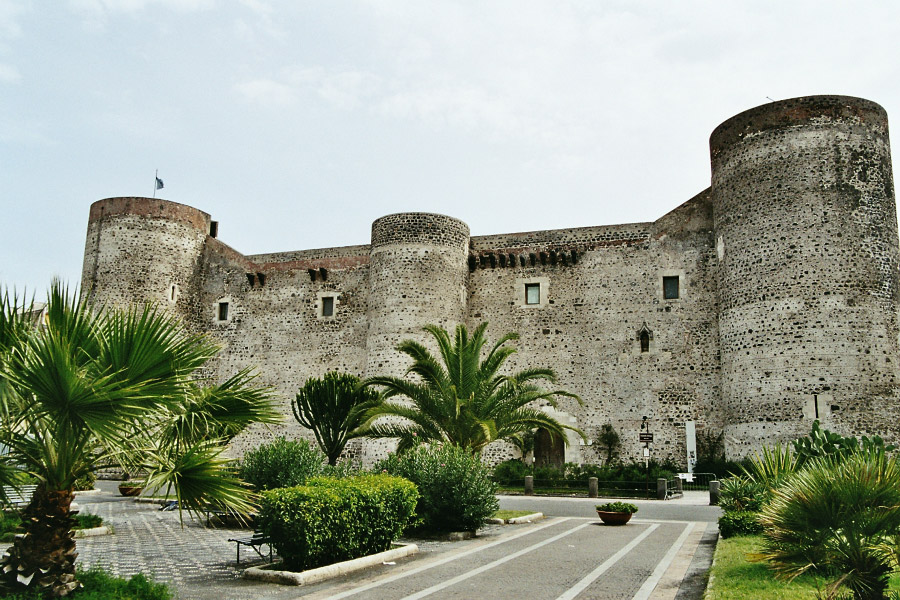
Stauferburg Castello Ursino in Catania

Da Wilhelm II. keinen leiblichen Erben besaß, sicherte er vor seinem Tod seine Nachfolge. Er hatte Konstanze, Tochter König Rogers II., mit Heinrich VI., dem Sohn und Erben Friedrich Barbarossas aus dem Geschlecht der Staufer, verheiratet.
Die Regelung der sizilianischen Thronfolge missfiel dem Papst, der den Kaiser aus Süditalien fernhalten wollte, um selbst Ansprüche geltend zu machen. Auch ein Teil des sizilianischen Adels bekämpfte diesen Plan. Nach Wilhelms Tod brach ein Krieg um Sizilien aus, den Kaiser Heinrich VI. gewann. Bei dessen und Konstanzes Tod war ihr gemeinsamer Sohn Friedrich II. noch minderjährig, und Papst Innozenz III. übernahm die Regentschaft Siziliens, was in eine Periode der Anarchie mündete. Als Friedrich II. die Herrschaft übernahm, stellte er die Stabilität wieder her und machte Sizilien zu einem wichtigen Faktor in der Politik bis 1250. Friedrich ließ trotz seiner Wertschätzung der islamischen Kultur die noch verbliebene muslimische Bevölkerung der Insel – schätzungsweise 20.000 Menschen – nach Lucera in Nordapulien deportieren. Außerdem verlagerte er den Schwerpunkt des Königreichs Sizilien auf das Festland und ließ das Gesetzbuch Liber augustalis erarbeiten, das für Süditalien und Sizilien bis ins 19. Jahrhundert Gültigkeit behielt. Zeitweilig unterstellte er die verwaltungstechnisch in einen westlichen und einen östlichen Teil geteilte Insel einem Justiziar. Friedrich II. starb im Jahre 1250 und hinterließ seinem Sohn Konrad das Königreich. Konrads Bruder Manfred war zunächst dessen Stellvertreter und seit 1258 selbst König von Sizilien.

## Herrschaft von Anjou

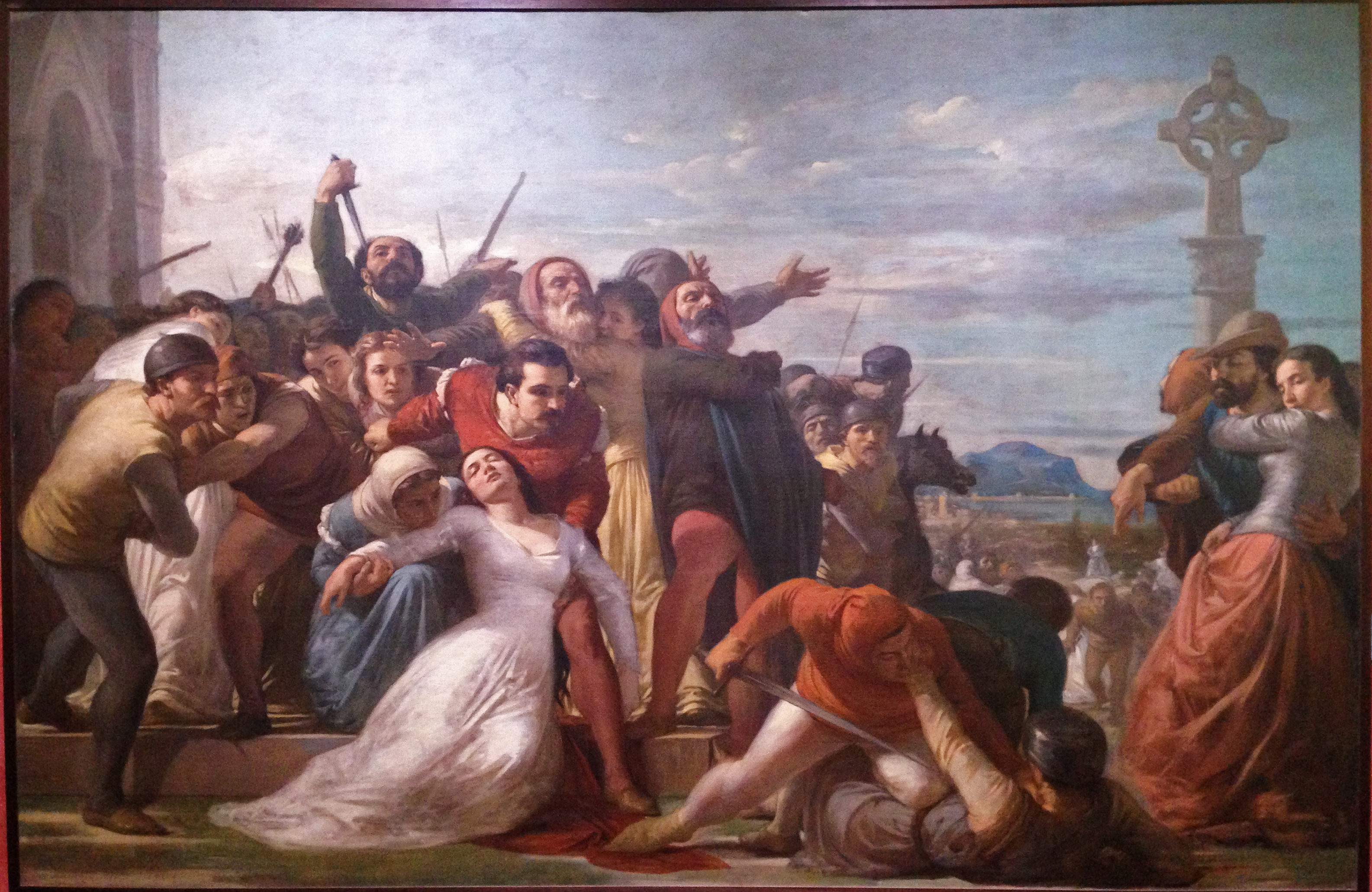
Sizilianische Vesper, Gemälde im 19. Jh.

Um der staufischen Umklammerung durch das Heilige Römische Reich und Sizilien zu entgehen, schloss der Papst 1265 ein Abkommen mit Karl I. von Anjou, dem Grafen der Provence und Bruder des französischen Königs Ludwig IX., das Sizilien an Karl übertrug. Die militärische Auseinandersetzung mit Manfred konnte Karl durch seinen Sieg in der Schlacht bei Benevent Anfang 1266 für sich entscheiden, doch erst mit dem Sieg über den Staufer Konradin und dessen Hinrichtung 1268 war er unbestrittener Herrscher über das Königreich. Mit Hilfe französischer Beamter errichtete Karl eine zentralisierte und effiziente Verwaltung. Auf die Bevölkerung wurde ein enormer Steuerdruck ausgeübt, was wiederholt zu Revolten führte, die jedoch zunächst unterdrückt wurden. 1282 kam es zur sogenannten Sizilianischen Vesper: Die Bürger Palermos erhoben sich gegen Karl und vertrieben ihn von der Insel. Den Anjou verblieb lediglich das Königreich Neapel, was 1302 im Frieden von Caltabellotta bestätigt wurde.

## Sizilien unter aragonisch-spanischer Herrschaft

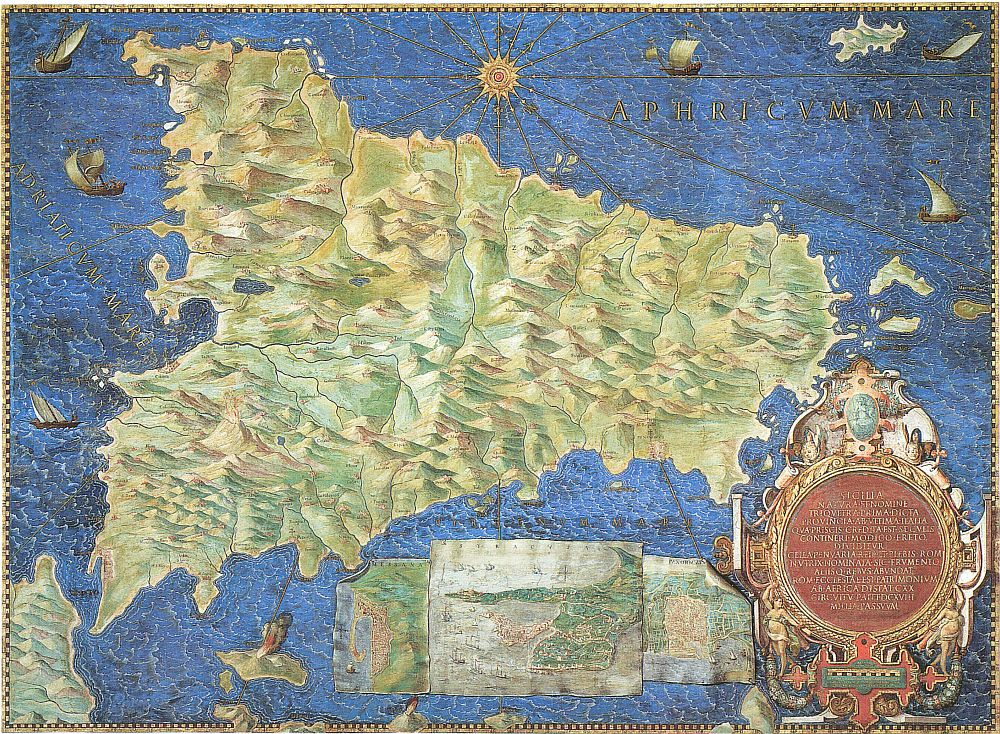
Sizilien auf einer historischen Karte von Ignazio Danti, Süden ist auf dieser Darstellung oben

An Karls Stelle trat Peter III., König von Aragon, der durch seine Heirat mit einer Tochter Manfreds mit dem Haus Hohenstaufen verwandt war und an dessen Hof viele sizilianische Adlige nach Karls Machtübernahme Zuflucht gesucht hatten. Nach seiner Landung auf Sizilien wurde er zum neuen König gekrönt. 1504 ernannte sich der König von Sizilien auch zum König von Neapel.
Aragon bzw. ab 1412 spanische Vizekönige übten darauf für Jahrhunderte die Oberherrschaft über Sizilien aus. Eine Folge war 1492/93 die Ausweisung aller Juden, die 5 % der Bevölkerung stellten, durch das Alhambra-Edikt, sodass Wirtschaft (Seidenproduktion) und Mittelmeerhandel niedergingen. Sowohl von außen kam es ständig zu räuberischen Überfällen durch arabische Piraten als auch im Innern durch Briganten, gegen die keine staatliche Macht schützte. In den Jahren 1647 in Palermo und 1674 in Messina zeigten sich antispanische Erhebungen. Die Großgrundbesitzer (Barone) zogen sich in ihre exklusiven Stadtpaläste oder auf ihre Güter zurück, die durch extensive Landwirtschaft mit dem Fokus auf Getreideanbau geprägt waren. Die eigentliche Aufsicht überließen sie Verwaltern (gabelloti), meistens ebenso ungebildete Bauern wie die Landarbeiter. Aus Palermo zogen die Adligen in die exklusive Siedlung Bagheria. Immer wieder brach die Pest aus, der Ätna zerstörte Catania 1669, mehrere Erdstöße im Südosten der Insel im Januar 1693 weite Flächen. Mehrere Städte, etwa Noto, wurden aufgegeben und an anderer Stelle im barocken Glanz wieder aufgebaut, das Geld dafür mussten die Bauern erarbeiten. Eine Besonderheit war die wiederholte Ansiedlung von albanischen Migranten, den Arbëresh, die aus dem Osmanischen Reich flohen.

## Savoyen, Habsburg-Österreich, Neapel-Sizilien (Bourbonen)

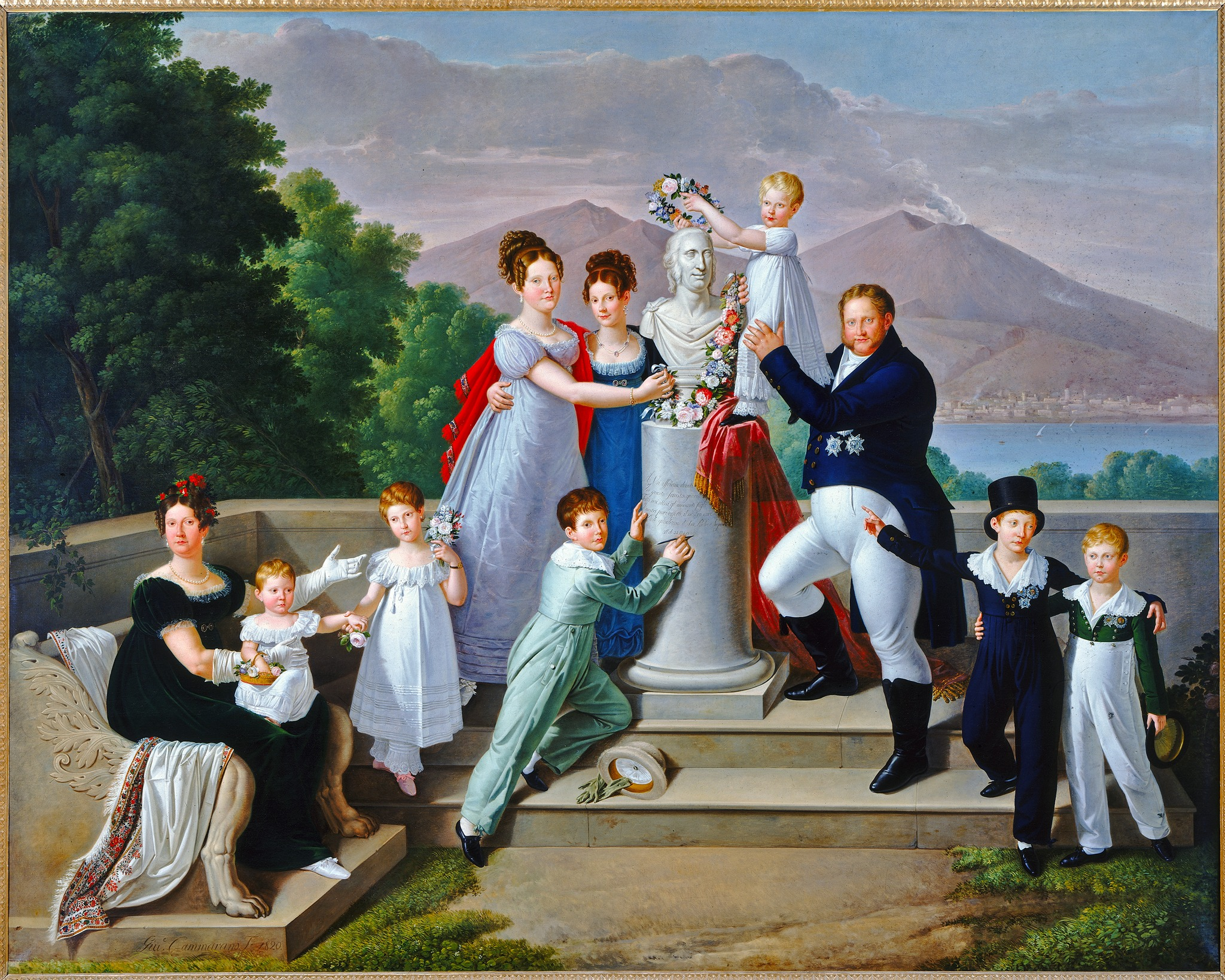
Familienbild für Franz I., König beider Sizilien, um Statue Ferdinands I. (Gemälde um 1820)

Sizilien kam 1713 nach dem Spanischen Erbfolgekriegs an Savoyen, welches nach nur sieben Jahren das Gebiet im Tausch gegen Sardinien an Österreich abtrat. 1735 ging es nach einem Eroberungsfeldzug zurück an die spanischen Bourbonen, somit standen Unteritalien und Sizilien nach jahrhundertelanger Trennung wieder unter gemeinsamer Herrschaft, die Residenzstadt war nun jedoch Neapel. Ein künstlerisches Kuriosum war die Villa Palagonia in Bagheria nah Palermo mit ungewöhnlichen Monster-Darstellungen.
Nach der Eroberung durch Napoleon Bonaparte zog sich König Ferdinand I. nach Sizilien zurück, wo eine britische Besatzungsmacht unter Lord Cavendish-Bentinck für Sicherheit sorgte. Der britische General setzte sich vergebens für Freihandel, religiöse Toleranz, Abschaffung von Sklaverei und Folter, Parlamentarismus und Gewaltenteilung ein, Ferdinand wurde aber zu einer Verfassung gezwungen, die den Feudalismus mit dem Lehenswesen abschaffte. Die Barone wurden nun Eigentümer ihrer Ländereien.
Doch 1815 konnte der nachfolgende Franz I. Neapel wieder in Besitz nehmen, 1816 vereinigte er die Königreiche Neapel und Sizilien zum Königreich beider Sizilien, die Verfassung ging unter. Eine Cholera-Epidemie raffte 1837 in Palermo 70.000 Opfer hinweg. Innere Reformen gab es kaum, nur marginale Verbesserungen in der Landwirtschaft. Weitere Aufstände folgten, 1848 wurde gar der König Ferdinand II. abgesetzt, doch schickte dieser sein Militär mit Österreichs Hilfe. General Carlo Filangieri befahl die Truppen, um Messina vom 7. bis 9. September 1848 zu beschießen, gegen Taormina, Catania und Syrakus vorzugehen, und rückte 1849 bis Palermo vor, um den sizilianischen Aufstand in einem Blutbad zu beenden. Danach stiegen die Galantuomini (Ehrenmänner) zur neben den alten Baroni dominanten Schicht auf, die Land verpachteten und die Bauern unter Ertragsdruck setzten. Sie kauften das Land von der Kirche oder den Kommunen günstig ein. Leonardo Sciascia hat diese Zeit in La Sicilia come metafora (1978) beschrieben.

## Vereinigung mit Italien

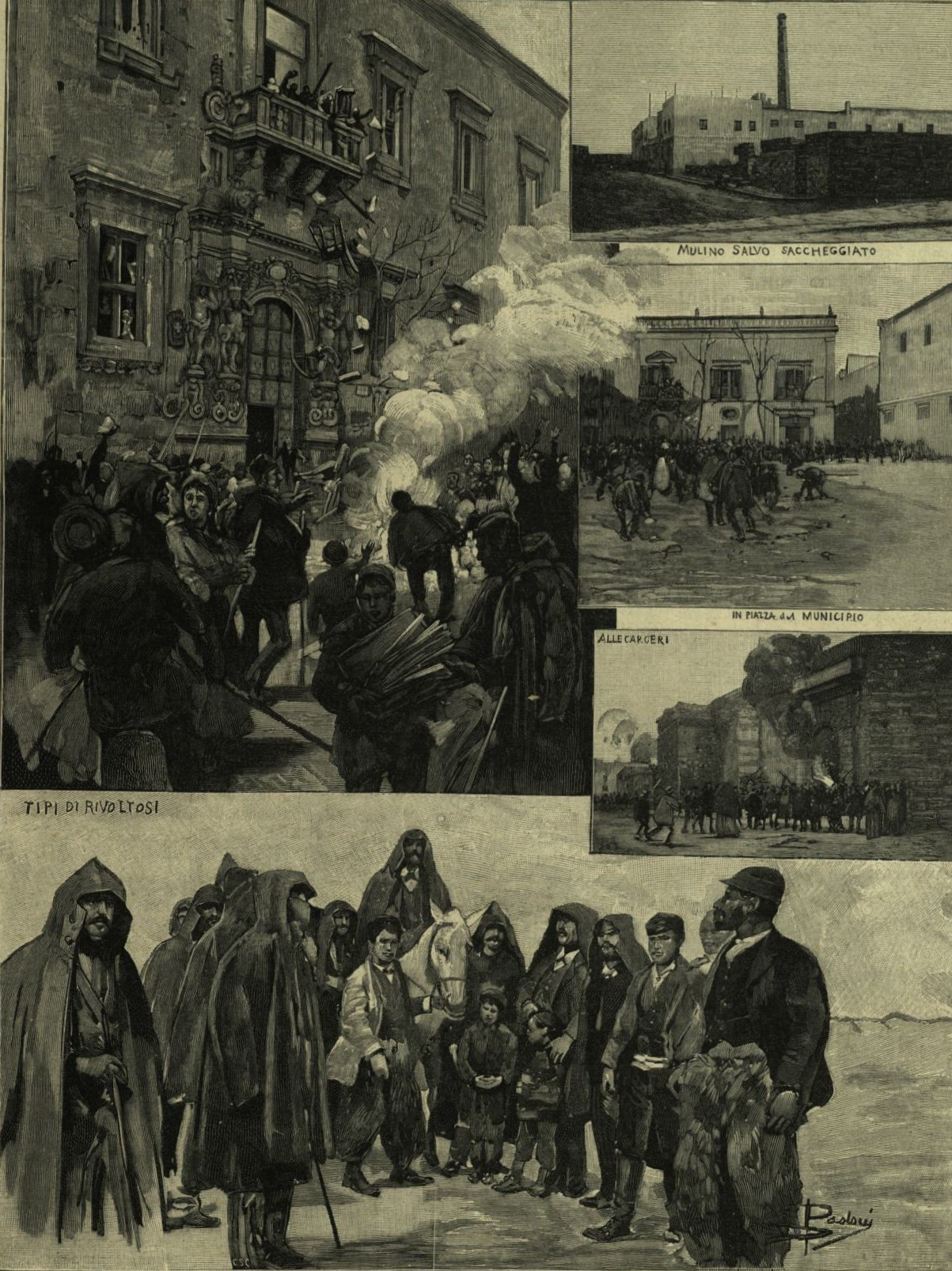
Aufstand 1894 in Mazara del Vallo

Nachdem Giuseppe Garibaldis Freischaren Sizilien eingenommen hatten (Zug der Tausend), wurde die Insel 1861 mit dem neuen Königreich Italien vereinigt. Allerdings hatte die Regierung im Norden nur wenig Verständnis für den Süden. Die politische Macht lag bei den bürgerlichen Eliten des Nordens, die die Gründung Italiens gewünscht und durchgesetzt hatten. Dementsprechend gestaltete sich auch die italienische Steuerpolitik: Begünstigung von Handel, Gewerbe und Industrie und gleichzeitig hohe Lasten für landwirtschaftliche Betriebe. Das agrarische Sizilien war daher strukturell benachteiligt. Es kam wiederholt zu Spannungen, die 1866 zu einem Aufstand in Palermo führten. Diese Revolte wurde „siebeneinhalb“ (Sette e mezzo) genannt, nach der Zahl von Tagen, die sie dauerte. Die Rebellion erfasste neben Palermo fast alle sizilianischen Städte und umfasste viele politische Fraktionen, die während des Risorgimento entstanden waren (Republikaner, Pro-Klerikale, Pro-Bourbonen). Sie wurde von der königlichen Armee gewaltsam unterdrückt.
Im Zeitraum 1891–1894 weiteten sich Unruhen aus zu den Fasci siciliani, einer ersten Bewegung unter sozialistischen Vorzeichen, die auch den Agrarbereich erreichte. Die Aufstände wurden von General Roberto Morra di Lavriano nach Verhängung des Belagerungszustandes auf der Insel brutal Ende 1893 bis Januar 1894 niedergeschlagen.
Eine Folge war die Auswanderung von 1,5 Mio. Sizilianern in die USA. Die Beziehungen zwischen Nord und Süd blieben dauerhaft von tiefem Misstrauen geprägt. Während sich in Norditalien Ende des 19. und Anfang des 20. Jahrhunderts prosperierende Industrien entwickelten, fielen der Süden und mit ihm Sizilien wirtschaftlich immer weiter zurück.

## Mussolini und Zweiter Weltkrieg

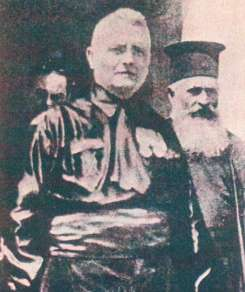
Der Faschist Cesare Mori und ein italo-albanischer Bischof Siziliens

Auch das seit 1922 in Italien herrschende Mussolini-Regime, das sich die Schaffung eines italienischen Imperiums auf die Fahnen geschrieben hatte, fand keine Mittel, der Unterentwicklung des Südens zu begegnen. Im Gegenteil standen das Autarkiestreben und die „Getreideschlacht“ um Ertragssteigerung auf bereits ausgelaugten Böden einer durchdachteren Agrarnutzung entgegen, der Anbau von exportfähigen Zitrusfrüchten ging sogar zurück. Mussolini entsandte Mitte der 1920er Jahre den ‚eisernen Präfekten‘ Cesare Mori nach Sizilien, um die Mafia zu bekämpfen. Unbekümmert um Legalität ließ Mori Verdächtige zu Tausenden verhaften und auf Strafinseln schaffen. Don Vito Cascio Ferro konnte gefasst werden. Ein faschistischer Politiker wie Alfredo Cucco musste seine politischen Funktionen aufgeben. Indem Mori gegen die „mafiöse Mittelschicht“ vorging, sollten die Großgrundbesitzer nicht mehr Opfer und nicht länger Zielscheibe der öffentlichen Wut ihrer Verbindung mit der Mafia sein. Die Zahl der Morde und Raube ging zunächst zurück, doch kehrten die bekämpften Strukturen nach dem Ruhestand Moris in den 1930er Jahren wieder.
Trotz der fortbestehenden Probleme trat das wirtschaftlich und militärisch schwache Italien am 10. Juni 1940 auf Seiten Deutschlands in den Zweiten Weltkrieg ein; es erklärte Frankreich und Großbritannien den Krieg und machte in den Westalpen kleine territoriale Gewinne.
Im Sommer 1943 bewirkte die westalliierte Eroberung Siziliens (Operation Husky) von Nordafrika aus den Sturz Mussolinis und den Waffenstillstand Italiens mit den Großbritannien und den USA. Die USA griffen dabei mutmaßlich auch auf Angehörige der Mafia mit ihren genauen Ortskenntnissen zurück, die unter Mussolini zur Aufgabe und Emigration hauptsächlich nach New York gezwungen gewesen waren; die Mafia fasste in der Folge erneut festen Fuß in ihrer Heimat. Messina und Palermo wurden durch alliierte Luftangriffe stark zerstört.
1944 entstand der Esercito Volontario per l’Indipendenza della Sicilia, der die Unabhängigkeit Siziliens anstrebte. Ihr Oberst Salvatore Giuliano verkörperte den Bandenkampf um mehr sizilianische Rechte, auch im Bund mit der verbrecherischen Mafia.

## Autonome Region der Republik Italien
1946 wurde Sizilien zu einer autonomen Region innerhalb der Republik Italien und erhielt umfassende Selbstverwaltungsrechte. Der italienische Innenminister Mario Scelba nutzte dies für den Kampf gegen die Kommunisten. Beim Referendum über die Staatsform in Italien am 2. Juni 1946 stimmten 64,7 % der Stimmberechtigten in Sizilien für die Monarchie.
Die Nachkriegsjahrzehnte waren von weiterem wirtschaftlichen Niedergang und hoher Arbeitslosigkeit geprägt. Viele Sizilianer wanderten in den italienischen Norden und in die USA aus. Seit Ende der 1950er Jahre war auch Westdeutschland Zielland der sizilianischen Emigration. Seit Italien im Jahr 1957 die Europäische Wirtschaftsgemeinschaft mitbegründete, war Sizilien eine der europäischen Regionen, die stets hohe Zuweisungen aus den verschiedenen Fördertöpfen (Agrarsubventionen und Mittel des Europäischen Strukturfonds) bekam. Auch die Mafia nutzte die Subventionen für die Bauspekulation etwa im ehemals exklusiven Bagheria und lieferte sich tödliche Gefechte untereinander.
Die Ermordung des Präfekten von Palermo, Carlo Alberto Dalla Chiesa 1982, offenbarte die Schwäche der Regierung gegenüber der Mafia, welche die ganze Insel mit Terror gegen die Staatsgewalt überzog. 1986/1987 fand der Maxi-Prozess gegen das sizilianische Verbrechersyndikat Cosa Nostra in Palermo statt. Seit 1992 setzte die Mafia ihre Attentate auf Politiker, Richter und andere Träger der Staatsgewalt fort.

### Überblickswerke
- Thomas Dittelbach: Geschichte Siziliens – Von der Antike bis heute. Verlag C.H. Beck, München 2010, ISBN 978-3-406-58790-0.
- David Engels, Lioba Geis, Michael Kleu (Hrsg.): Zwischen Ideal und Wirklichkeit. Herrschaft auf Sizilien von der Antike bis zum Spätmittelalter. Franz Steiner, Stuttgart 2010, ISBN 978-3-515-09641-6.
- Moses I. Finley, Denis Mack Smith, Christopher Duggan: Geschichte Siziliens und der Sizilianer. C. H. Beck, München 2006, ISBN 978-3-406-54130-8.
- Wolfgang Gruber, Stephan Köhler: Siziliens Geschichte. Insel zwischen den Welten. Mandelbaum, Wien 2013, ISBN 978-3-85476-422-9.
- John Julius Norwich: Sicily. A Short History from the Ancient Greeks to Cosa Nostra. John Murray, London 2015, ISBN 978-1-84854-895-4 (populärwissenschaftlich).

### Prähistorie
- Robert Leighton: Sicily before History. An Archaeological Survey from the Palaeolithic to the Iron Age, Cornell University Press, Ithaca 1999.
- Salvatore Piccolo (Author), Timothy Darvill (introduction), Jean Woodhouse (translation): Ancient Stones. The Prehistoric Dolmens of Sicily, Thornham/Norfolk 2013.
- Salvatore Piccolo: Artikel zur Bronzezeit Siziliens (englisch, 2018)
- Sebastiano Tusa: Sicilia Preistorica, Palermo 1994.
- Rosalba Panvini, Annamaria Sammito (Hrsg.): Atti del convegno di studi Archeologia in Sicilia tra le due guerre. Modica, 5-6-7 Giugno 2014, in: Archivum historicum mothycense, 18–19 (2014–2015), erschienen 2017. (online, PDF)

### Antike
- Martin Dreher: Das antike Sizilien. Beck, München 2008, ISBN 978-3-406-53637-3.
- Moses I. Finley: Das antike Sizilien. Von der Vorgeschichte bis zur arabischen Eroberung. C. H. Beck, München 1979, ISBN 3-406-04039-X.
- Robert Ross Holloway: The Archaeology of Ancient Sicily. Routledge, London/New York 1991, 2. Auflage 2002. ISBN 978-1-138-13322-8
- Roger J. A. Wilson: Sicily under the Roman Empire. The archaeology of a roman province, 36 BC – AD 535. Aris and Philipps, Warminster 1990, ISBN 0-85668-160-1.

### Mittelalter
- William Granara: Narrating Muslim Sicily. War and Peace in the Medieval Mediterranean World, I.B. Tauris, London u. a. 2019.
- Alessandro Vanoli: La Sicilia musulmana, il Mulino, Bologna 2012.
- Vincenzo d’Alessandro: Politica e società nella Sicilia aragonese, Palermo 1963.
- Theo Broekmann: Rigor iustitiae. Herrschaft. Recht und Terror im normannisch-staufischen Süden (1050–1250) (= Symbolische Kommunikation in der Vormoderne), Wissenschaftliche Buchgesellschaft, Darmstadt 2005. ISBN 3-534-18060-7.
- Sarah Davis-Secord: Where Three Worlds Met. Sicily in the Early Medieval Mediterranean, Cornell University Press, Ithaca 2017, ISBN 978-1-5017-0464-2.
- Bernd Rill: Sizilien im Mittelalter. Das Reich der Araber, Normannen und Staufer, Belser, Stuttgart 1995, ISBN 3-7630-2318-6.

### Neuzeit, jüngere Geschichte
- Salvatore Francesco Romano: Storia dei fasci siciliani. Laterza, Bari 1959.
- Lucia Vincenti: Shoah. Storia degli ebrei in Sicilia durante il fascismo. Bonanno, 2019, ISBN 978-88-6318-240-8.